# Wereldkampioenschap voetbal 1998 (kwalificatie UEFA)
Vijftig teams schreven zich in (een record) voor de kwalificatie van het wereldkampioenschap voetbal 1998. Gastland Frankrijk was automatisch geplaatst, de 49 overblijvers werden in 9 groepen van 5 of 6 teams verdeeld en streden voor 14 tickets. De 9 groepswinnaars kwalificeerden zich. Daarna werd er een ranking gemaakt van de 9 2des op basis van hun prestatie tegen de nummer 1, 3 en 4. De beste 2de plaatste zich ook, de overige 8 ploegen speelden een barragewedstrijd voor nog 4 extra tickets.

## Gekwalificeerde landen
| FIFA-lid    | Confederatie | Kwalificatie     | Kwal. datum       | Aantal dln. (inclusief 1998) | Dln. op rij | Eerste dln. | Laatste dln. | Titels (exclusief 1998) | Beste prestatie |
| ----------- | ------------ | ---------------- | ----------------- | ---------------------------- | ----------- | ----------- | ------------ | ----------------------- | --------------- |
| Frankrijk   | UEFA         | Gastland         | 2 juli 1992       | 10e                          | 1           | 1930        | 1986         | 0                       | Winnaar         |
| Denemarken  | UEFA         | Winnaar groep 1  | 11 oktober 1997   | 2e                           | 1           | 1986        | 1986         | 0                       | Achtste finale  |
| Engeland    | UEFA         | Winnaar groep 2  | 11 oktober 1997   | 10e                          | 1           | 1950        | 1990         | 1                       | Winnaar         |
| Noorwegen   | UEFA         | Winnaar groep 3  | 6 september 1997  | 3e                           | 2           | 1938        | 1994         | 0                       | Groepsfase      |
| Oostenrijk  | UEFA         | Winnaar groep 4  | 11 oktober 1997   | 7e                           | 1           | 1934        | 1990         | 0                       | Derde           |
| Bulgarije   | UEFA         | Winnaar groep 5  | 10 september 1997 | 7e                           | 2           | 1962        | 1994         | 0                       | Vierde          |
| Spanje      | UEFA         | Winnaar groep 6  | 11 oktober 1997   | 10e                          | 6           | 1934        | 1994         | 0                       | Vierde          |
| Nederland   | UEFA         | Winnaar groep 7  | 11 oktober 1997   | 6e                           | 3           | 1934        | 1994         | 0                       | Tweede          |
| Roemenië    | UEFA         | Winnaar groep 8  | 18 augustus 1997  | 7e                           | 3           | 1930        | 1994         | 0                       | Kwartfinale     |
| Duitsland   | UEFA         | Winnaar groep 9  | 11 oktober 1997   | 14e                          | 12          | 1934        | 1994         | 3                       | Winnaar         |
| Schotland   | UEFA         | Beste nummer 2   | 11 oktober 1997   | 8e                           | 1           | 1954        | 1990         | 0                       | Groepsfase      |
| Italië      | UEFA         | Winnaar Play-off | 15 november 1997  | 14e                          | 10          | 1934        | 1994         | 3                       | Winnaar         |
| België      | UEFA         | Winnaar Play-off | 15 november 1997  | 10e                          | 5           | 1930        | 1994         | 0                       | Vierde          |
| Joegoslavië | UEFA         | Winnaar Play-off | 15 november 1997  | 9e                           | 1           | 1930        | 1990         | 0                       | Vierde          |
| Kroatië     | UEFA         | Winnaar Play-off | 15 november 1997  | 1e                           | 1           | n.v.t.      | n.v.t.       | n.v.t.                  | n.v.t.          |

## Loting/potten
De loting vond plaats op 12 december 1995. De potindeling was gebaseerd op de FIFA-wereldranglijst van november 1995. De deelnemende landen werden verdeeld over 6 groepen. Uit iedere groep werd 1 land geloot en verdeeld over de 9 groepen.
| Pot 1 | Pot 2 | Pot 3 |
| --- | --- | --- |
| Duitsland (2) Spanje (3) Italië (4) Rusland (5) Noorwegen (6) Denemarken (8) Nederland (10) Zweden (11) Roemenië (12)     | Bulgarije (14) Zwitserland (15) Portugal (16) Tsjechië (18) Engeland (20) Ierland (21) Schotland (25) België (26) Griekenland (29) | Turkije (31) Polen (33) Slowakije (35) Oostenrijk (38) Kroatië (39) Israël (40) Finland (41) Litouwen (45) Noord-Ierland (46)                                  |
| Pot 4 | Pot 5 | Pot 6 |
| IJsland (48) Letland (54) Wales (57) Hongarije (60) Cyprus (70) Oekraïne (71) Slovenië (75) Georgië (77) Joegoslavië (80) | Albanië (87) Wit-Rusland (88) Malta (89) Macedonië (90)                                                                            | Luxemburg (98) Moldavië (107) Armenië (112) Faeröer (116) Estland (126) Azerbeidzjan (136) San Marino (142) Liechtenstein (151) Bosnië en Herzegovina (n.v.t.) |

## Groepen en wedstrijden
Legenda

### Groep 1
Vooraf was Kroatië de grote favoriet, het versloeg naaste concurrent Denemarken op het EK met 3-0 met twee doelpunten van Davor Šuker, de doelpuntenmachine van de Kroaten. Voor het nieuwe voetbalseizoen verspeelde Kroatië dure punten door in drie thuiswedstrijden gelijk te spelen, tegen de Denen, de Grieken en de Slovenen, maar wonnen in juni de cruciale uitwedstrijd tegen Griekenland (0-1). De Denen sleepten het gelijkspel in Zagreb uit het vuur door een gelijkmaker van Brian Laudrup vlak voor tijd en hadden een ruime voorsprong met dertien punten uit vijf wedstrijden, Griekenland volgde met tien uit zes en Kroatië met negen uit vijf. 
In het nieuwe voetbalseizoen werd de spanning opgevoerd door een onverwachte, ruime 3-0 nederlaag van de Denen tegen het debuterende voetbalelftal van Bosnië en Herzegovina. In de thuiswedstrijd tegen Kroatië nam Denemarken weer afstand door een overtuigende 3-1 overwinning. De eindstand was al bereikt voor rust en zowel Brian als Michael Laudrup scoorden. Kroatië kon nu niet meer eerste worden in de groep en opeens was Griekenland weer in beeld. Denemarken had drie punten voorsprong, maar moest de laatste wedstrijd spelen in Athene, als Griekenland won was het land rechtstreeks geplaatst voor het WK, als het gelijk speelde of verloor moest het hopen op een misstap van de Kroaten tegen Slovenië. Griekenland kreeg kans op kans, maar stuitte constant op de uitblinkende doelman Peter Schmeichel. De spannende wedstrijd zorgde voor verhitte emoties op de tribune en de wedstrijd moest stil gelegd worden door een overdaad aan vuurwerk. In de blessuretijd miste Griekenland nog een vrije kopkans, maar Denemarken was geplaatst en voor sterren als Schmeichel en Brian laudrup was het de eerste en laatste kans uit te blinken op een WK. Kroatië won met 3-1 en kroop door het oog van de naald en kon zich opmaken voor play-off wedstrijden, Griekenland bleef met lege handen staan.
| Pos | Land                  | Wed | Win | Gel | Ver | DV | DT | +/− | Pnt |
| --- | --------------------- | --- | --- | --- | --- | -- | -- | --- | --- |
| 1   | Denemarken            | 8   | 5   | 2   | 1   | 14 | 6  | +8  | 17  |
| 2   | Kroatië               | 8   | 4   | 3   | 1   | 17 | 12 | +5  | 15  |
| 3   | Griekenland           | 8   | 4   | 2   | 2   | 11 | 4  | +7  | 14  |
| 4   | Bosnië en Herzegovina | 8   | 3   | 0   | 5   | 9  | 14 | –5  | 9   |
| 5   | Slovenië              | 8   | 0   | 1   | 7   | 5  | 20 | –15 | 1   |

|                             |                                 |       |          |                                                                                   |
| 24 april 1996 20:00 (UTC+3) | Griekenland                     | 2 – 0 | Slovenië | Olympisch Stadion, Athene Toeschouwers: 5.053 Scheidsrechter: Rune Pedersen (NOR) |
| 24 april 1996 20:00 (UTC+3) | Lima-Batista 55' Nikolaidis 65' |       |          | Olympisch Stadion, Athene Toeschouwers: 5.053 Scheidsrechter: Rune Pedersen (NOR) |

|                                |          |                               |            |                                                                                |
| 1 september 1996 20:00 (UTC+2) | Slovenië | 0 – 2                         | Denemarken | Bežigradstadion, Ljubljana Toeschouwers: 5.000 Scheidsrechter: Urs Meier (SUI) |
| 1 september 1996 20:00 (UTC+2) |          | A. Nielsen 78' Schjønberg 89' |            | Bežigradstadion, Ljubljana Toeschouwers: 5.000 Scheidsrechter: Urs Meier (SUI) |

|                                |                                               |       |                       |                                                                                  |
| 1 september 1996 17:30 (UTC+3) | Griekenland                                   | 3 – 0 | Bosnië en Herzegovina | Kalamatastadion, Kalamata Toeschouwers: 4.020 Scheidsrechter: Günter Benkö (AUT) |
| 1 september 1996 17:30 (UTC+3) | Ouzounidis 41' Apostolakis 79' Nikolaidis 84' |       |                       | Kalamatastadion, Kalamata Toeschouwers: 4.020 Scheidsrechter: Günter Benkö (AUT) |

|                              |                       |       |                                       |                                                                                                  |
| 8 oktober 1996 20:00 (UTC+2) | Bosnië en Herzegovina | 1 – 4 | Kroatië                               | Stadio Renato Dall'Ara, Bologna (Italië) Toeschouwers: 1.500 Scheidsrechter: Atanas Uzunov (BUL) |
| 8 oktober 1996 20:00 (UTC+2) | Salihamidžić 25'      |       | Bilić 13' Vlaović 32' Bokšić 64', 85' | Stadio Renato Dall'Ara, Bologna (Italië) Toeschouwers: 1.500 Scheidsrechter: Atanas Uzunov (BUL) |

|                              |                                     |       |             |                                                                           |
| 9 oktober 1996 19:15 (UTC+2) | Denemarken                          | 2 – 1 | Griekenland | Parken, Kopenhagen Toeschouwers: 40.262 Scheidsrechter: Paul Durkin (ENG) |
| 9 oktober 1996 19:15 (UTC+2) | Zagorakis 25' (o.g.) B. Laudrup 52' |       | Donis 35'   | Parken, Kopenhagen Toeschouwers: 40.262 Scheidsrechter: Paul Durkin (ENG) |

|                                |           |       |               |                                                                                       |
| 10 november 1996 20:15 (UTC+1) | Kroatië   | 1 – 1 | Griekenland   | Maksimirstadion, Zagreb Toeschouwers: 24.000 Scheidsrechter: Mario van der Ende (NED) |
| 10 november 1996 20:15 (UTC+1) | Šuker 44' |       | Nikolaidis 9' | Maksimirstadion, Zagreb Toeschouwers: 24.000 Scheidsrechter: Mario van der Ende (NED) |

|                                |                    |       |                       |                                                                                    |
| 10 november 1996 15:00 (UTC+1) | Slovenië           | 1 – 2 | Bosnië en Herzegovina | Bežigradstadion, Ljubljana Toeschouwers: 3.200 Scheidsrechter: Charles Agius (MLT) |
| 10 november 1996 15:00 (UTC+1) | Zahovič 41' (pen.) |       | Bolić 5' Kodro 33'    | Bežigradstadion, Ljubljana Toeschouwers: 3.200 Scheidsrechter: Charles Agius (MLT) |

|                             |           |       |                |                                                                                 |
| 29 March 1997 20:15 (UTC+1) | Kroatië   | 1 – 1 | Denemarken     | Poljudstadion, Split Toeschouwers: 33.865 Scheidsrechter: Piero Ceccarini (ITA) |
| 29 March 1997 20:15 (UTC+1) | Šuker 49' |       | B. Laudrup 82' | Poljudstadion, Split Toeschouwers: 33.865 Scheidsrechter: Piero Ceccarini (ITA) |

|                            |                               |       |                     |                                                                             |
| 2 april 1997 20:15 (UTC+2) | Kroatië                       | 3 – 3 | Slovenië            | Poljudstadion, Split Toeschouwers: 15.365 Scheidsrechter: Paul Durkin (ENG) |
| 2 april 1997 20:15 (UTC+2) | Prosinečki 33' Boban 43', 60' |       | Gliha 45', 65', 66' | Poljudstadion, Split Toeschouwers: 15.365 Scheidsrechter: Paul Durkin (ENG) |

|                            |                       |                 |             |                                                                               |
| 2 april 1997 15:30 (UTC+2) | Bosnië en Herzegovina | 0 – 1           | Griekenland | Koševostadion, Sarajevo Toeschouwers: 33.000 Scheidsrechter: Alain Sars (FRA) |
| 2 april 1997 15:30 (UTC+2) |                       | Frantzeskos 73' |             | Koševostadion, Sarajevo Toeschouwers: 33.000 Scheidsrechter: Alain Sars (FRA) |

|                             |                                             |       |          |                                                                            |
| 30 april 1997 19:15 (UTC+2) | Denemarken                                  | 4 – 0 | Slovenië | Parken, Kopenhagen Toeschouwers: 41.278 Scheidsrechter: Hellmut Krug (DUI) |
| 30 april 1997 19:15 (UTC+2) | A. Nielsen 3', 55' Pedersen 28' Laudrup 50' |       |          | Parken, Kopenhagen Toeschouwers: 41.278 Scheidsrechter: Hellmut Krug (DUI) |

|                             |             |           |         | |
| 30 april 1997 21:00 (UTC+3) | Griekenland | 0 – 1     | Kroatië | Kaftanzogliostadion, Thessaloniki Toeschouwers: 10.730 Scheidsrechter: Antonio Jesús López Nieto (ESP) |
| 30 april 1997 21:00 (UTC+3) |             | Šuker 74' |         | Kaftanzogliostadion, Thessaloniki Toeschouwers: 10.730 Scheidsrechter: Antonio Jesús López Nieto (ESP) |

|                           |                       |       |                       |                                                                            |
| 8 juni 1997 15:00 (UTC+2) | Denemarken            | 2 – 0 | Bosnië en Herzegovina | Parken, Kopenhagen Toeschouwers: 41.592 Scheidsrechter: Karol Ihring (SVK) |
| 8 juni 1997 15:00 (UTC+2) | Rieper 67' Molnar 89' |       |                       | Parken, Kopenhagen Toeschouwers: 41.592 Scheidsrechter: Karol Ihring (SVK) |

|                                |                           |       |            |                                                                                       |
| 20 augustus 1997 20:30 (UTC+2) | Bosnië en Herzegovina     | 3 – 0 | Denemarken | Koševostadion, Sarajevo Toeschouwers: 36.500 Scheidsrechter: Vítor Melo Pereira (POR) |
| 20 augustus 1997 20:30 (UTC+2) | Mujčin 19' Bolić 25', 35' |       |            | Koševostadion, Sarajevo Toeschouwers: 36.500 Scheidsrechter: Vítor Melo Pereira (POR) |

|                                |                               |       |                                   |                                                                                |
| 6 september 1997 20:15 (UTC+2) | Kroatië                       | 3 – 2 | Bosnië en Herzegovina             | Maksimirstadion, Zagreb Toeschouwers: 16.518 Scheidsrechter: Hugh Dallas (SCO) |
| 6 september 1997 20:15 (UTC+2) | Bilić 27' Marić 39' Boban 79' |       | Ladić 17' (e.d.) Salihamidžić 55' | Maksimirstadion, Zagreb Toeschouwers: 16.518 Scheidsrechter: Hugh Dallas (SCO) |

|                                |          |                                                 |             |                                                                                   |
| 6 september 1997 20:15 (UTC+2) | Slovenië | 0 – 3                                           | Griekenland | Bežigradstadion, Ljubljana Toeschouwers: 4.689 Scheidsrechter: Karol Ihring (SVK) |
| 6 september 1997 20:15 (UTC+2) |          | Alexandris 54' Konstantinidis 89' Machlas 90+1' |             | Bežigradstadion, Ljubljana Toeschouwers: 4.689 Scheidsrechter: Karol Ihring (SVK) |

|                                 |                                          |       |           |                                                                           |
| 10 september 1997 19:15 (UTC+2) | Denemarken                               | 3 – 1 | Kroatië   | Parken, Kopenhagen Toeschouwers: 41,381 Scheidsrechter: Sándor Puhl (HUN) |
| 10 september 1997 19:15 (UTC+2) | B. Laudrup 15' M. Laudrup 34' Molnar 40' |       | Šuker 44' | Parken, Kopenhagen Toeschouwers: 41,381 Scheidsrechter: Sándor Puhl (HUN) |

|                                 |                       |       |          |                                                                                  |
| 10 september 1997 20:15 (UTC+2) | Bosnië en Herzegovina | 1 – 0 | Slovenië | Koševostadion, Sarajevo Toeschouwers: 18.000 Scheidsrechter: Taras Bezubiak(RUS) |
| 10 september 1997 20:15 (UTC+2) | Bolić 22'             |       |          | Koševostadion, Sarajevo Toeschouwers: 18.000 Scheidsrechter: Taras Bezubiak(RUS) |

|                               |             |       |            |                                                                                       |
| 11 oktober 1997 21:00 (UTC+3) | Griekenland | 0 – 0 | Denemarken | Olympisch Stadion, Athene Toeschouwers: 64.272 Scheidsrechter: Gilles Veissière (FRA) |
| 11 oktober 1997 21:00 (UTC+3) |             |       |            | Olympisch Stadion, Athene Toeschouwers: 64.272 Scheidsrechter: Gilles Veissière (FRA) |

|                               |             |       |                                |                                                                                   |
| 11 oktober 1997 20:00 (UTC+2) | Slovenië    | 1 – 3 | Kroatië                        | Bežigradstadion, Ljubljana Toeschouwers: 5.500 Scheidsrechter: Amand Ancion (BEL) |
| 11 oktober 1997 20:00 (UTC+2) | Zahovič 72' |       | Šuker 11' Soldo 39' Bokšić 50' | Bežigradstadion, Ljubljana Toeschouwers: 5.500 Scheidsrechter: Amand Ancion (BEL) |

### Groep 2
Groep 2 beloofde een spannende strijd te worden tussen Engeland en Italië. Engeland had een succesvol EK achter de rug , maar Italië was al in de eerste ronde uitgeschakeld. Beide teams hadden nieuwe coaches: oud-middenvelder Glenn Hoddle volgde Terry Venables op bij de Britten, Arrigo Sacchi stapte midden in de cyclus op als coach na een vernederende nederlaag in een vriendschappelijke wedstrijd tegen Bosnië, de vader van aanvoerder Paolo, Cesare Maldini volgde hem op. Met Maldini ging Italië terug in de tijd, Maldini was een aanhanger van het aloude Catenaccio-systeem in tegenstelling tot de avontuurlijk ingestelde Sacchi. De afwachtende houding van de Italianen had wel succes, er werd met 0-1 in het Wembley Stadium gewonnen door een doelpunt van de bij Chelsea spelende Gianfranco Zola.
Omdat de Engelsen alle andere wedstrijden wonnen en Italië doelpuntloos gelijkspeelde tegen Polen en Georgië, moesten de Italianen in Rome opnieuw winnen. Nu bleek de zwakte van het afwachtende systeem, de Engelsen waren superieur op het middenveld en de Italianen konden het spel niet maken, kregen nauwelijks kansen en speelde het laatste kwartier met tien man. Het spannendste was de slotfase, toen eerst Ian Wright op de paal schoot en meteen daarna Christian Vieri een vrije kopkans miste. Engeland plaatste zich, maar het was de laatste grote wedstrijd voor de uitblinkende Paul Gascoigne, hij zou voor het WK niet geselecteerd worden door zijn slechte discipline, de andere uitblinker David Beckham brak door.
| Pos | Land     | Wed | Win | Gel | Ver | DV | DT | +/− | Pnt |
| --- | -------- | --- | --- | --- | --- | -- | -- | --- | --- |
| 1   | Engeland | 8   | 6   | 1   | 1   | 15 | 2  | +13 | 19  |
| 2   | Italië   | 8   | 5   | 3   | 0   | 11 | 1  | +10 | 18  |
| 3   | Polen    | 8   | 3   | 1   | 4   | 10 | 12 | –2  | 10  |
| 4   | Georgië  | 8   | 3   | 1   | 4   | 7  | 9  | –2  | 10  |
| 5   | Moldavië | 8   | 0   | 0   | 8   | 2  | 21 | –19 | 0   |

|                                |          |                                      |          |                                                                           |
| 1 september 1996 18:00 (UTC+3) | Moldavië | 0 – 3                                | Engeland | Republican, Chişinău Toeschouwers: 9.500 Scheidsrechter: Ilkka Koho (FIN) |
| 1 september 1996 18:00 (UTC+3) |          | Barmby 24' Gascoigne 26' Shearer 61' |          | Republican, Chişinău Toeschouwers: 9.500 Scheidsrechter: Ilkka Koho (FIN) |

|                              |              |       |                                 |                                                                             |
| 5 oktober 1996 21:15 (UTC+3) | Moldavië     | 1 – 3 | Italië                          | Republican, Chişinău Toeschouwers: 4.085 Scheidsrechter: Gerd Grabher (AUT) |
| 5 oktober 1996 21:15 (UTC+3) | Curtianu 12' |       | Ravanelli 8', 87' Casiraghi 67' | Republican, Chişinău Toeschouwers: 4.085 Scheidsrechter: Gerd Grabher (AUT) |

|                              |                  |       |          |                                                                                 |
| 9 oktober 1996 20:00 (UTC+1) | Engeland         | 2 – 1 | Polen    | Wembley Stadium, Londen Toeschouwers: 74.663 Scheidsrechter: Hellmut Krug (DUI) |
| 9 oktober 1996 20:00 (UTC+1) | Shearer 25', 38' |       | Citko 7' | Wembley Stadium, Londen Toeschouwers: 74.663 Scheidsrechter: Hellmut Krug (DUI) |

|                              |               |       |         |                                                                                     |
| 9 oktober 1996 20:30 (UTC+2) | Italië        | 1 – 0 | Georgië | Stadio Renato Curi, Perugia Toeschouwers: 14.012 Scheidsrechter: Eric Blareau (BEL) |
| 9 oktober 1996 20:30 (UTC+2) | Ravanelli 43' |       |         | Stadio Renato Curi, Perugia Toeschouwers: 14.012 Scheidsrechter: Eric Blareau (BEL) |

|                               |         |                              |          | |
| 9 november 1996 16:00 (UTC+5) | Georgië | 0 – 2                        | Engeland | Boris Paitsjadzestadion, Tbilisi Toeschouwers: 48.000 Scheidsrechter: Jorge Monteiro Coroado (POR) |
| 9 november 1996 16:00 (UTC+5) |         | Sheringham 15' Ferdinand 37' |          | Boris Paitsjadzestadion, Tbilisi Toeschouwers: 48.000 Scheidsrechter: Jorge Monteiro Coroado (POR) |

|                                |                                       |       |                      |                                                                          |
| 10 november 1996 20:15 (UTC+2) | Polen                                 | 2 – 1 | Moldavië             | GKS, Katowice Toeschouwers: 8.000 Scheidsrechter: Sotirios Vorgias (GRE) |
| 10 november 1996 20:15 (UTC+2) | Bałuszyński 4' K. Warzycha 77' (pen.) |       | Cleşcenco 83' (pen.) | GKS, Katowice Toeschouwers: 8.000 Scheidsrechter: Sotirios Vorgias (GRE) |

|                              |          |          |        |                                                                        |
| 12 February 1997 20:00 (UTC) | Engeland | 0 – 1    | Italië | Wembley, Londen Toeschouwers: 75.056 Scheidsrechter: Sándor Puhl (HUN) |
| 12 February 1997 20:00 (UTC) |          | Zola 19' |        | Wembley, Londen Toeschouwers: 75.056 Scheidsrechter: Sándor Puhl (HUN) |

|                             |                                |       |          |                                                                                        |
| 29 March 1997 20:45 (UTC+2) | Italië                         | 3 – 0 | Moldavië | Stadio Nereo Rocco, Triëst Toeschouwers: 17.677 Scheidsrechter: Gilles Veissière (FRA) |
| 29 March 1997 20:45 (UTC+2) | Maldini 24' Zola 45' Vieri 50' |       |          | Stadio Nereo Rocco, Triëst Toeschouwers: 17.677 Scheidsrechter: Gilles Veissière (FRA) |

|                            |       |       |        |                                                                               |
| 2 april 1997 20:30 (UTC+2) | Polen | 0 – 0 | Italië | Slaski, Chorzów Toeschouwers: 32.000 Scheidsrechter: Kim Milton Nielsen (DEN) |
| 2 april 1997 20:30 (UTC+2) |       |       |        | Slaski, Chorzów Toeschouwers: 32.000 Scheidsrechter: Kim Milton Nielsen (DEN) |

|                             |                              |       |         |                                                                        |
| 30 april 1997 20:00 (UTC+1) | Engeland                     | 2 – 0 | Georgië | Wembley, Londen Toeschouwers: 71.208 Scheidsrechter: Rémi Harrel (FRA) |
| 30 april 1997 20:00 (UTC+1) | Sheringham 42' Shearer 90+1' |       |         | Wembley, Londen Toeschouwers: 71.208 Scheidsrechter: Rémi Harrel (FRA) |

|                             |                                        |       |       |                                                                                              |
| 30 april 1997 20:30 (UTC+2) | Italië                                 | 3 – 0 | Polen | Stadio San Paolo, Napels Toeschouwers: 35.237 Scheidsrechter: José María García-Aranda (ESP) |
| 30 april 1997 20:30 (UTC+2) | Di Matteo 24' Maldini 36' R.Baggio 62' |       |       | Stadio San Paolo, Napels Toeschouwers: 35.237 Scheidsrechter: José María García-Aranda (ESP) |

|                           |       |                           |          |                                                                      |
| 31 mei 1997 20:30 (UTC+2) | Polen | 0 – 2                     | Engeland | Slaski, Chorzów Toeschouwers: 25.000 Scheidsrechter: Urs Meier (SUI) |
| 31 mei 1997 20:30 (UTC+2) |       | Shearer 5' Sheringham 90' |          | Slaski, Chorzów Toeschouwers: 25.000 Scheidsrechter: Urs Meier (SUI) |

|                           |                             |       |          |                                                                          |
| 7 juni 1997 19:15 (UTC+4) | Georgië                     | 2 – 0 | Moldavië | Dinamo, Batoemi Toeschouwers: 12.500 Scheidsrechter: Charles Agius (MLT) |
| 7 juni 1997 19:15 (UTC+4) | Arveladze 27' Kinkladze 51' |       |          | Dinamo, Batoemi Toeschouwers: 12.500 Scheidsrechter: Charles Agius (MLT) |

|                            |                                                          |       |               |                                                                      |
| 14 juni 1997 20:30 (UTC+2) | Polen                                                    | 4 – 1 | Georgië       | GKS, Katowice Toeschouwers: 1.022 Scheidsrechter: Günter Benkö (AUT) |
| 14 juni 1997 20:30 (UTC+2) | Ledwoń 32' Trzeciak 34' Bukalski 74' (pen.) K. Nowak 90' |       | Arveladze 24' | GKS, Katowice Toeschouwers: 1.022 Scheidsrechter: Günter Benkö (AUT) |

|                                 |                                           |       |          |                                                                              |
| 10 september 1997 20:00 (UTC+1) | Engeland                                  | 4 – 0 | Moldavië | Wembley, Londen Toeschouwers: 74.102 Scheidsrechter: Karl-Erik Nilsson (SWE) |
| 10 september 1997 20:00 (UTC+1) | Scholes 29' Wright 46', 90' Gascoigne 81' |       |          | Wembley, Londen Toeschouwers: 74.102 Scheidsrechter: Karl-Erik Nilsson (SWE) |

|                                 |         |       |        |                                                                                           |
| 10 september 1997 21:00 (UTC+4) | Georgië | 0 – 0 | Italië | Boris Paitsjadzestadion, Tbilisi Toeschouwers: 51.117 Scheidsrechter: Rune Pedersen (NOR) |
| 10 september 1997 21:00 (UTC+4) |         |       |        | Boris Paitsjadzestadion, Tbilisi Toeschouwers: 51.117 Scheidsrechter: Rune Pedersen (NOR) |

|                                 |          |              |         |                                                                           |
| 24 september 1997 19:00 (UTC+3) | Moldavië | 0 – 1        | Georgië | Republican, Chişinău Toeschouwers: 5.300 Scheidsrechter: Dani Koren (ISR) |
| 24 september 1997 19:00 (UTC+3) |          | Ketsbaia 10' |         | Republican, Chişinău Toeschouwers: 5.300 Scheidsrechter: Dani Koren (ISR) |

|                              |          |                         |       |                                                                            |
| 7 oktober 1997 19:00 (UTC+3) | Moldavië | 0 – 3                   | Polen | Republican, Chişinău Toeschouwers: 8.000 Scheidsrechter: Metin Tokat (TUR) |
| 7 oktober 1997 19:00 (UTC+3) |          | Juskowiak 23', 56', 60' |       | Republican, Chişinău Toeschouwers: 8.000 Scheidsrechter: Metin Tokat (TUR) |

|                               |        |       |          |                                                                                       |
| 11 oktober 1997 20:45 (UTC+2) | Italië | 0 – 0 | Engeland | Olympisch Stadion, Rome Toeschouwers: 65.892 Scheidsrechter: Mario van der Ende (NED) |
| 11 oktober 1997 20:45 (UTC+2) |        |       |          | Olympisch Stadion, Rome Toeschouwers: 65.892 Scheidsrechter: Mario van der Ende (NED) |

|                               |                                           |       |       |                                                                                          |
| 11 oktober 1997 16:00 (UTC+4) | Georgië                                   | 3 – 0 | Polen | Boris Paitsjadzestadion, Tbilisi Toeschouwers: 15.000 Scheidsrechter: Ľuboš Micheľ (SVK) |
| 11 oktober 1997 16:00 (UTC+4) | Arveladze 55' Tskhadadze 68' Ketsbaia 74' |       |       | Boris Paitsjadzestadion, Tbilisi Toeschouwers: 15.000 Scheidsrechter: Ľuboš Micheľ (SVK) |

### Groep 3
Noorwegen had zich niet echt geliefd gemaakt bij de voetbalkenners met hun extreem afwachtende voetbal, maar bleef goede resultaten boeken. Het won zes van de acht wedstrijden en was vrij snel geplaatst. De beoogde nummer twee van deze groep Zwitserland maakte fout op fout, het begon met een nederlaag op het nietige Azerbeidzjan en na een 5-0 nederlaag tegen Noorwegen was de ploeg uitgeschakeld. Twee mindere teams streden om de tweede plaats, Hongarije had één punt voorsprong op Finland voor de beslissende wedstrijd in Helsinki. Een doelpunt van de FC Twente spelende Antti Sumiala leek eindelijk voor voetbalsucces te zorgen, maar in blessure-tijd sloeg het noodlot toe, een eigen doelpunt zorgde ervoor, dat Hongarije play-off wedstrijden mocht spelen.
| Pos | Land         | Wed | Win | Gel | Ver | DV | DT | +/− | Pnt |
| --- | ------------ | --- | --- | --- | --- | -- | -- | --- | --- |
| 1   | Noorwegen    | 8   | 6   | 2   | 0   | 21 | 2  | +19 | 20  |
| 2   | Hongarije    | 8   | 3   | 3   | 2   | 10 | 8  | +2  | 12  |
| 3   | Finland      | 8   | 3   | 2   | 3   | 11 | 12 | –1  | 11  |
| 4   | Zwitserland  | 8   | 3   | 1   | 4   | 11 | 12 | –1  | 10  |
| 5   | Azerbeidzjan | 8   | 1   | 0   | 7   | 3  | 22 | –19 | 3   |

|                           |                                                  |       |              |                                                                              |
| 2 juni 1996 20:00 (UTC+2) | Noorwegen                                        | 5 – 0 | Azerbeidzjan | Ullevaalstadion, Oslo Toeschouwers: 14.012 Scheidsrechter: Alan Snoddy (NIR) |
| 2 juni 1996 20:00 (UTC+2) | Solbakken 7', 46' Solskjær 37', 89' Strandli 59' |       |              | Ullevaalstadion, Oslo Toeschouwers: 14.012 Scheidsrechter: Alan Snoddy (NIR) |

|                                |              |       |             |                                                                                         |
| 31 augustus 1996 20:00 (UTC+5) | Azerbeidzjan | 1 – 0 | Zwitserland | Tofikh Bakhramovstadion, Baku Toeschouwers: 15.000 Scheidsrechter: Ryszard Wójcik (POL) |
| 31 augustus 1996 20:00 (UTC+5) | Rzayev 28'   |       |             | Tofikh Bakhramovstadion, Baku Toeschouwers: 15.000 Scheidsrechter: Ryszard Wójcik (POL) |

|                                |           |       |         |                                                                                  |
| 1 september 1996 18:30 (UTC+3) | Hongarije | 1 – 0 | Finland | Nepstadion, Boedapest Toeschouwers: 14.500 Scheidsrechter: Hartmut Strampe (DUI) |
| 1 september 1996 18:30 (UTC+3) | Orosz 15' |       |         | Nepstadion, Boedapest Toeschouwers: 14.500 Scheidsrechter: Hartmut Strampe (DUI) |

|                              |                               |       |                                   |                                                                                          |
| 6 oktober 1996 19:00 (UTC+3) | Finland                       | 2 – 3 | Zwitserland                       | Olympisch Stadion, Helsinki Toeschouwers: 7.217 Scheidsrechter: Gylfi Thor Orrason (ICE) |
| 6 oktober 1996 19:00 (UTC+3) | Sumiala 41' (pen.) Kolkka 77' |       | Lombardo 14' Sforza 34' Yakin 54' | Olympisch Stadion, Helsinki Toeschouwers: 7.217 Scheidsrechter: Gylfi Thor Orrason (ICE) |

|                              |                             |       |           |                                                                              |
| 9 oktober 1996 20:00 (UTC+2) | Noorwegen                   | 3 – 0 | Hongarije | Ullevaalstadion, Oslo Toeschouwers: 22.480 Scheidsrechter: Hugh Dallas (SCO) |
| 9 oktober 1996 20:00 (UTC+2) | Rekdal 83', 89', 90' (pen.) |       |           | Ullevaalstadion, Oslo Toeschouwers: 22.480 Scheidsrechter: Hugh Dallas (SCO) |

|                                |             |                 |           |                                                                                    |
| 10 november 1996 14:30 (UTC+1) | Zwitserland | 0 – 1           | Noorwegen | Wankdorf Stadion, Bern Toeschouwers: 22.000 Scheidsrechter: Manuel Díaz Vega (ESP) |
| 10 november 1996 14:30 (UTC+1) |             | Leonhardsen 32' |           | Wankdorf Stadion, Bern Toeschouwers: 22.000 Scheidsrechter: Manuel Díaz Vega (ESP) |

|                                |              |                                  |           |                                                                                          |
| 10 november 1996 16:00 (UTC+4) | Azerbeidzjan | 0 – 3                            | Hongarije | Tofikh Bakhramovstadion, Baku Toeschouwers: 30.000 Scheidsrechter: Dragutin Poljak (CRO) |
| 10 november 1996 16:00 (UTC+4) |              | Nyilas 42', 67' (pen.) Urbán 77' |           | Tofikh Bakhramovstadion, Baku Toeschouwers: 30.000 Scheidsrechter: Dragutin Poljak (CRO) |

|                            |                       |       |                              |                                                                                      |
| 2 april 1997 20:00 (UTC+5) | Azerbeidzjan          | 1 – 2 | Finland                      | Tofikh Bakhramovstadion, Baku Toeschouwers: 19.000 Scheidsrechter: Graham Poll (ENG) |
| 2 april 1997 20:00 (UTC+5) | Suleymanov 83' (pen.) |       | Litmanen 26' Paatelainen 64' | Tofikh Bakhramovstadion, Baku Toeschouwers: 19.000 Scheidsrechter: Graham Poll (ENG) |

|                             |              |       |             |                                                                              |
| 30 april 1997 20:00 (UTC+2) | Noorwegen    | 1 – 1 | Finland     | Ullevaalstadion, Oslo Toeschouwers: 22.782 Scheidsrechter: Markus Merk (DUI) |
| 30 april 1997 20:00 (UTC+2) | Solskjær 83' |       | Sumiala 60' | Ullevaalstadion, Oslo Toeschouwers: 22.782 Scheidsrechter: Markus Merk (DUI) |

|                             |                |       |           |                                                                          |
| 30 april 1997 20:15 (UTC+2) | Zwitserland    | 1 – 0 | Hongarije | Hardturm, Zürich Toeschouwers: 17,300 Scheidsrechter: Leif Sundell (SWE) |
| 30 april 1997 20:15 (UTC+2) | Türkyilmaz 83' |       |           | Hardturm, Zürich Toeschouwers: 17,300 Scheidsrechter: Leif Sundell (SWE) |

|                           |            |       |           |                                                                                |
| 8 juni 1997 20:00 (UTC+3) | Hongarije  | 1 – 1 | Noorwegen | Nepstadion, Boedapest Toeschouwers: 25.300 Scheidsrechter: David Elleray (ENG) |
| 8 juni 1997 20:00 (UTC+3) | Kovács 22' |       | Rudi 9'   | Nepstadion, Boedapest Toeschouwers: 25.300 Scheidsrechter: David Elleray (ENG) |

|                           |                                      |       |              |                                                                                    |
| 8 juni 1997 19:00 (UTC+3) | Finland                              | 3 – 0 | Azerbeidzjan | Olympisch Stadion, Helsinki Toeschouwers: 13.417 Scheidsrechter: Alain Hamer (LUX) |
| 8 juni 1997 19:00 (UTC+3) | Vanhala 60' Litmanen 65' Sumiala 82' |       |              | Olympisch Stadion, Helsinki Toeschouwers: 13.417 Scheidsrechter: Alain Hamer (LUX) |

|                                |         |                                             |           |                                                                                   |
| 20 augustus 1997 19:00 (UTC+3) | Finland | 0 – 4                                       | Noorwegen | Olympisch Stadion, Helsinki Toeschouwers: 35.520 Scheidsrechter: Vadim Zhuk (BLR) |
| 20 augustus 1997 19:00 (UTC+3) |         | Solbakken 9' Rudi 12' J.Flo 48' T.A.Flo 84' |           | Olympisch Stadion, Helsinki Toeschouwers: 35.520 Scheidsrechter: Vadim Zhuk (BLR) |

|                                |            |       |                 |                                                                                |
| 20 augustus 1997 18:30 (UTC+3) | Hongarije  | 1 – 1 | Zwitserland     | Nepstadion, Boedapest Toeschouwers: 40.000 Scheidsrechter: Michel Piraux (BEL) |
| 20 augustus 1997 18:30 (UTC+3) | Klausz 52' |       | Chapuisat 90+1' | Nepstadion, Boedapest Toeschouwers: 40.000 Scheidsrechter: Michel Piraux (BEL) |

|                                |              |             |           |                                                                                      |
| 6 september 1997 20:00 (UTC+5) | Azerbeidzjan | 0 – 1       | Noorwegen | Tofikh Bakhramovstadion, Baku Toeschouwers: 8.000 Scheidsrechter: Günter Benkö (AUT) |
| 6 september 1997 20:00 (UTC+5) |              | T.A.Flo 42' |           | Tofikh Bakhramovstadion, Baku Toeschouwers: 8.000 Scheidsrechter: Günter Benkö (AUT) |

|                                |             |       |                          | |
| 6 september 1997 21:15 (UTC+2) | Zwitserland | 1 – 2 | Finland                  | Stade Olympique de la Pontaise, Lausanne Toeschouwers: 15.000 Scheidsrechter: Stefano Braschi (ITA) |
| 6 september 1997 21:15 (UTC+2) | Kunz 90+1'  |       | Litmanen 16' Sumiala 79' | Stade Olympique de la Pontaise, Lausanne Toeschouwers: 15.000 Scheidsrechter: Stefano Braschi (ITA) |

|                                 |                                                                |       |             |                                                                               |
| 10 september 1997 20:00 (UTC+2) | Noorwegen                                                      | 5 – 0 | Zwitserland | Ullevaalstadion, Oslo Toeschouwers: 22.603 Scheidsrechter: Hellmut Krug (DUI) |
| 10 september 1997 20:00 (UTC+2) | Jakobsen 46' Solbakken 51' Eggen 65' Østenstad 75' T.A.Flo 85' |       |             | Ullevaalstadion, Oslo Toeschouwers: 22.603 Scheidsrechter: Hellmut Krug (DUI) |

|                                 |                                |       |              |                                                                               |
| 10 september 1997 19:30 (UTC+3) | Hongarije                      | 3 – 1 | Azerbeidzjan | Nepstadion, Boedapest Toeschouwers: 8.112 Scheidsrechter: Atanas Uzunov (BUL) |
| 10 september 1997 19:30 (UTC+3) | Klausz 8' Halmai 44' Illés 89' |       | Lychkin 71'  | Nepstadion, Boedapest Toeschouwers: 8.112 Scheidsrechter: Atanas Uzunov (BUL) |

|                               |             |       |                       |                                                                                        |
| 11 oktober 1997 19:00 (UTC+3) | Finland     | 1 – 1 | Hongarije             | Olympisch Stadion, Helsinki Toeschouwers: 31.617 Scheidsrechter: Bernd Heynemann (DUI) |
| 11 oktober 1997 19:00 (UTC+3) | Sumiala 63' |       | Moilanen 90+1' (e.d.) | Olympisch Stadion, Helsinki Toeschouwers: 31.617 Scheidsrechter: Bernd Heynemann (DUI) |

|                               |                                                         |       |              |                                                                           |
| 11 oktober 1997 20:15 (UTC+2) | Zwitserland                                             | 5 – 0 | Azerbeidzjan | Hardturm, Zürich Toeschouwers: 7.600 Scheidsrechter: John Rowbotham (SCO) |
| 11 oktober 1997 20:15 (UTC+2) | Türkyilmaz 13', 23', 69' (pen.) Yakin 43' Chapuisat 51' |       |              | Hardturm, Zürich Toeschouwers: 7.600 Scheidsrechter: John Rowbotham (SCO) |

### Groep 4
De merkwaardigste "wedstrijd" in deze groep werd gespeeld op 9 oktober 1996 tussen Schotland tegen Estland, de Schotten trainden een dag voor de wedstrijd en klaagden over de kwaliteit van de lichtmasten. Schotland eiste, dat de wedstrijd in de middag werd gespeeld. De FIFA stemden in met het Schotse verzoek, maar de Esten waren boos, omdat ze tv-ontvangsten zouden missen. Toen de wedstrijd moest beginnen, kwamen de Esten niet opdagen en de FIFA besliste een 0-3 overwinning voor de Schotten. De Este voetbalbond ging in beroep en de wedstrijd moest een half jaar later worden overgespeeld. In Monaco bleef het doelpuntloos. Na de onverwachte derde plaats op het WK in 1994 kwam het Zweedse voetbal in een crisis terecht, het EK werd gemist, Tomas Brolin raakte uit vorm na een blessure en er was weinig aanwas voor de oudere spelers. Het verloor zowel de uit-als de thuiswedstrijd van het niet bijster sterke Oostenrijk met 1-0 door doelpunten van Andreas Herzog. De wedstrijd in Wenen was min of meer beslissend en er werd vooral veel geschopt, er waren drie rode kaarten. Oostenrijk plaatste zich voor het eerst sinds 1990 voor een internationaal toernooi, de enige gerenommeerde spelers speelden toen ook al: naast Herzog was dat de doelpuntenmachine Toni Polster. Schotland eindigde op de tweede plaats, maar omdat de ploeg de meeste punten haalde van de nummers twee van alle groepen, was de ploeg rechtstreeks geplaatst, voor de zesde keer in zeven WK's.
| Pos | Land        | Wed | Win | Gel | Ver | DV | DT | +/− | Pnt |
| --- | ----------- | --- | --- | --- | --- | -- | -- | --- | --- |
| 1   | Oostenrijk  | 10  | 8   | 1   | 1   | 17 | 4  | +13 | 25  |
| 2   | Schotland   | 10  | 7   | 2   | 1   | 15 | 3  | +12 | 23  |
| 3   | Zweden      | 10  | 7   | 0   | 3   | 16 | 9  | +7  | 21  |
| 4   | Letland     | 10  | 3   | 1   | 6   | 10 | 14 | –4  | 10  |
| 5   | Estland     | 10  | 1   | 1   | 8   | 4  | 16 | –12 | 4   |
| 6   | Wit-Rusland | 10  | 1   | 1   | 8   | 5  | 21 | –16 | 4   |

|                           |                                                                      |       |                |                                                                                  |
| 1 juni 1996 18:30 (UTC+2) | Zweden                                                               | 5 – 1 | Wit-Rusland    | Råsundastadion, Stockholm Toeschouwers: 30.014 Scheidsrechter: Rémi Harrel (FRA) |
| 1 juni 1996 18:30 (UTC+2) | K. Andersson 20', 62' (pen.) Dahlin 30' P. Andersson 77' Larsson 87' |       | Byalkevich 75' | Råsundastadion, Stockholm Toeschouwers: 30.014 Scheidsrechter: Rémi Harrel (FRA) |

|                                |            |       |           |                                                                                     |
| 31 augustus 1996 20:30 (UTC+2) | Oostenrijk | 0 – 0 | Schotland | Ernst Happelstadion, Wenen Toeschouwers: 27.600 Scheidsrechter: Michel Piraux (BEL) |
| 31 augustus 1996 20:30 (UTC+2) |            |       |           | Ernst Happelstadion, Wenen Toeschouwers: 27.600 Scheidsrechter: Michel Piraux (BEL) |

|                                |              |       |         |                                                                          |
| 31 augustus 1996 18:30 (UTC+3) | Wit-Rusland  | 1 – 0 | Estland | Dinamo, Minsk Toeschouwers: 7.500 Scheidsrechter: Sergei Khussainov(RUS) |
| 31 augustus 1996 18:30 (UTC+3) | Makowski 35' |       |         | Dinamo, Minsk Toeschouwers: 7.500 Scheidsrechter: Sergei Khussainov(RUS) |

|                                |            |       |                             |                                                                              |
| 1 september 1996 19:00 (UTC+3) | Letland    | 1 – 2 | Zweden                      | Daugavastadion, Riga Toeschouwers: 9.200 Scheidsrechter: László Vágner (HUN) |
| 1 september 1996 19:00 (UTC+3) | Rimkus 56' |       | Dahlin 16' K. Andersson 21' | Daugavastadion, Riga Toeschouwers: 9.200 Scheidsrechter: László Vágner (HUN) |

|                              |         |                         |           |                                                                            |
| 5 oktober 1996 19:00 (UTC+3) | Letland | 0 – 2                   | Schotland | Daugavastadion, Riga Toeschouwers: 9.500 Scheidsrechter: Jiří Ulrich (CZE) |
| 5 oktober 1996 19:00 (UTC+3) |         | Collins 18' Jackson 80' |           | Daugavastadion, Riga Toeschouwers: 9.500 Scheidsrechter: Jiří Ulrich (CZE) |

|                              |                   |       |             |                                                                                     |
| 5 oktober 1996 15:00 (UTC+3) | Estland           | 1 – 0 | Wit-Rusland | Kadriorustadion, Tallinn Toeschouwers: 1.500 Scheidsrechter: Richard O'Hanlon (IER) |
| 5 oktober 1996 15:00 (UTC+3) | Hohlov-Simson 52' |       |             | Kadriorustadion, Tallinn Toeschouwers: 1.500 Scheidsrechter: Richard O'Hanlon (IER) |

|                              |        |            |            |                                                                                    |
| 9 oktober 1996 19:00 (UTC+2) | Zweden | 0 – 1      | Oostenrijk | Råsundastadion, Stockholm Toeschouwers: 36.859 Scheidsrechter: Václav Krondl (CZE) |
| 9 oktober 1996 19:00 (UTC+2) |        | Herzog 11' |            | Råsundastadion, Stockholm Toeschouwers: 36.859 Scheidsrechter: Václav Krondl (CZE) |

|                              |              |       |                |                                                                             |
| 9 oktober 1996 18:30 (UTC+3) | Wit-Rusland  | 1 – 1 | Letland        | Dinamo, Minsk Toeschouwers: 7.300 Scheidsrechter: Sergo Kvaratskhelia (GEO) |
| 9 oktober 1996 18:30 (UTC+3) | Makowski 78' |       | Zemļinskis 16' | Dinamo, Minsk Toeschouwers: 7.300 Scheidsrechter: Sergo Kvaratskhelia (GEO) |

|                               |                        |       |            |                                                                                      |
| 9 november 1996 18:15 (UTC+1) | Oostenrijk             | 2 – 1 | Letland    | Ernst Happelstadion, Wenen Toeschouwers: 15.700 Scheidsrechter: Milan Mitrović (SLO) |
| 9 november 1996 18:15 (UTC+1) | Polster 43' Herzog 73' |       | Rimkus 44' | Ernst Happelstadion, Wenen Toeschouwers: 15.700 Scheidsrechter: Milan Mitrović (SLO) |

|                              |             |       |        |                                                                                    |
| 10 november 1996 15:00 (UTC) | Schotland   | 1 – 0 | Zweden | Ibrox, Glasgow Toeschouwers: 46.738 Scheidsrechter: José María García-Aranda (ESP) |
| 10 november 1996 15:00 (UTC) | McGinlay 7' |       |        | Ibrox, Glasgow Toeschouwers: 46.738 Scheidsrechter: José María García-Aranda (ESP) |

|                                |         |       |           |                                                                                   |
| 11 februari 1997 20:00 (UTC+1) | Estland | 0 – 0 | Schotland | Stade Louis II, Monaco Toeschouwers: 3.766 Scheidsrechter: Miroslav Radoman (YUG) |
| 11 februari 1997 20:00 (UTC+1) |         |       |           | Stade Louis II, Monaco Toeschouwers: 3.766 Scheidsrechter: Miroslav Radoman (YUG) |

|                           |                          |       |         |                                                                                   |
| 29 maart 1997 15:00 (UTC) | Schotland                | 2 – 0 | Estland | Rugby Park, Kilmarnock Toeschouwers: 17.996 Scheidsrechter: Bernd Heynemann (DUI) |
| 29 maart 1997 15:00 (UTC) | Boyd 25' Meet 52' (e.d.) |       |         | Rugby Park, Kilmarnock Toeschouwers: 17.996 Scheidsrechter: Bernd Heynemann (DUI) |

|                            |                    |       |            |                                                                                 |
| 2 april 1997 20:00 (UTC+1) | Schotland          | 2 – 0 | Oostenrijk | Celtic Park, Glasgow Toeschouwers: 43.259 Scheidsrechter: Nikolai Levnikov(RUS) |
| 2 april 1997 20:00 (UTC+1) | Gallacher 25', 78' |       |            | Celtic Park, Glasgow Toeschouwers: 43.259 Scheidsrechter: Nikolai Levnikov(RUS) |

|                             |                       |       |         |                                                                                     |
| 30 april 1997 20:00 (UTC+2) | Oostenrijk            | 2 – 0 | Estland | Ernst Happelstadion, Wenen Toeschouwers: 27.500 Scheidsrechter: Armand Ancion (BEL) |
| 30 april 1997 20:00 (UTC+2) | Vastić 48' Stöger 87' |       |         | Ernst Happelstadion, Wenen Toeschouwers: 27.500 Scheidsrechter: Armand Ancion (BEL) |

|                             |                       |       |               |                                                                                       |
| 30 april 1997 19:30 (UTC+2) | Zweden                | 2 – 1 | Schotland     | Ullevi Stadion, Göteborg Toeschouwers: 40,302 Scheidsrechter: Pierluigi Collina (ITA) |
| 30 april 1997 19:30 (UTC+2) | K. Andersson 43', 63' |       | Gallacher 83' | Ullevi Stadion, Göteborg Toeschouwers: 40,302 Scheidsrechter: Pierluigi Collina (ITA) |

|                             |                    |       |             |                                                                           |
| 30 april 1997 17:00 (UTC+3) | Letland            | 2 – 0 | Wit-Rusland | Daugavastadion, Riga Toeschouwers: 4.200 Scheidsrechter: Ilkka Koho (FIN) |
| 30 april 1997 17:00 (UTC+3) | Ševļakovs 36', 83' |       |             | Daugavastadion, Riga Toeschouwers: 4.200 Scheidsrechter: Ilkka Koho (FIN) |

|                           |             |       |                                                |                                                                                    |
| 18 mei 1997 19:00 (UTC+3) | Estland     | 1 – 3 | Letland                                        | Kadriorustadion, Tallinn Toeschouwers: 2.500 Scheidsrechter: Darko Cvitkovic (CRO) |
| 18 mei 1997 19:00 (UTC+3) | Zelinski 5' |       | Babičevs 53' Jelisejevs 80' Lemsalu 87' (e.d.) | Kadriorustadion, Tallinn Toeschouwers: 2.500 Scheidsrechter: Darko Cvitkovic (CRO) |

|                           |               |       |                                  |                                                                         |
| 8 juni 1997 19:00 (UTC+3) | Letland       | 1 – 3 | Oostenrijk                       | Daugavastadion, Riga Toeschouwers: 9.200 Scheidsrechter: Dick Jol (NED) |
| 8 juni 1997 19:00 (UTC+3) | Astafjevs 88' |       | Heraf 55' Polster 81' Stöger 82' | Daugavastadion, Riga Toeschouwers: 9.200 Scheidsrechter: Dick Jol (NED) |

|                           |             |                       |           |                                                                      |
| 8 juni 1997 17:00 (UTC+3) | Wit-Rusland | 0 – 1                 | Schotland | Dinamo, Minsk Toeschouwers: 12.000 Scheidsrechter: Ahmet Çakar (TUR) |
| 8 juni 1997 17:00 (UTC+3) |             | McAllister 49' (pen.) |           | Dinamo, Minsk Toeschouwers: 12.000 Scheidsrechter: Ahmet Çakar (TUR) |

|                           |                      |       |                                            |                                                                                   |
| 8 juni 1997 20:00 (UTC+3) | Estland              | 2 – 3 | Zweden                                     | Kadriorustadion, Tallinn Toeschouwers: 2.500 Scheidsrechter: Ryszard Wójcik (POL) |
| 8 juni 1997 20:00 (UTC+3) | Oper 74' Kristal 84' |       | Dahlin 14' Zetterberg 53' K. Andersson 71' | Kadriorustadion, Tallinn Toeschouwers: 2.500 Scheidsrechter: Ryszard Wójcik (POL) |

|                                |         |                       |            |                                                                                      |
| 20 augustus 1997 18:30 (UTC+3) | Estland | 0 – 3                 | Oostenrijk | Kadriorustadion, Tallinn Toeschouwers: 2.200 Scheidsrechter: Georgios Fassolis (GRE) |
| 20 augustus 1997 18:30 (UTC+3) |         | Polster 47', 69', 90' |            | Kadriorustadion, Tallinn Toeschouwers: 2.200 Scheidsrechter: Georgios Fassolis (GRE) |

|                                |              |       |                                 |                                                                          |
| 20 augustus 1997 20:30 (UTC+3) | Wit-Rusland  | 1 – 2 | Zweden                          | Dinamo, Minsk Toeschouwers: 9.000 Scheidsrechter: Dermot Gallagher (ENG) |
| 20 augustus 1997 20:30 (UTC+3) | Goerenko 38' |       | K. Andersson 74' Zetterberg 84' | Dinamo, Minsk Toeschouwers: 9.000 Scheidsrechter: Dermot Gallagher (ENG) |

|                                |            |       |        |                                                                                           |
| 6 september 1997 20:30 (UTC+2) | Oostenrijk | 1 – 0 | Zweden | Ernst Happelstadion, Wenen Toeschouwers: 48.500 Scheidsrechter: Antonio López Nieto (ESP) |
| 6 september 1997 20:30 (UTC+2) | Herzog 76' |       |        | Ernst Happelstadion, Wenen Toeschouwers: 48.500 Scheidsrechter: Antonio López Nieto (ESP) |

|                                |                       |       |         |                                                                              |
| 6 september 1997 20:30 (UTC+3) | Letland               | 1 – 0 | Estland | Daugavastadion, Riga Toeschouwers: 2.500 Scheidsrechter: Otar Guntadze (GEO) |
| 6 september 1997 20:30 (UTC+3) | Zemļinskis 87' (pen.) |       |         | Daugavastadion, Riga Toeschouwers: 2.500 Scheidsrechter: Otar Guntadze (GEO) |

|                                |                                   |       |                    |                                                                                           |
| 7 september 1997 14:00 (UTC+1) | Schotland                         | 4 – 1 | Wit-Rusland        | Pittodrie Stadium, Aberdeen Toeschouwers: 20.160 Scheidsrechter: Mario van der Ende (NED) |
| 7 september 1997 14:00 (UTC+1) | Gallacher 7', 58' Hopkin 54', 88' |       | Kachuro 73' (pen.) | Pittodrie Stadium, Aberdeen Toeschouwers: 20.160 Scheidsrechter: Mario van der Ende (NED) |

|                                 |             |                   |            |                                                                            |
| 10 september 1997 19:00 (UTC+3) | Wit-Rusland | 0 – 1             | Oostenrijk | Dinamo, Minsk Toeschouwers: 7.000 Scheidsrechter: Serge Muhmenthaler (SUI) |
| 10 september 1997 19:00 (UTC+3) |             | Pfeifenberger 50' |            | Dinamo, Minsk Toeschouwers: 7.000 Scheidsrechter: Serge Muhmenthaler (SUI) |

|                                 |            |       |         |                                                                                  |
| 10 september 1997 19:00 (UTC+2) | Zweden     | 1 – 0 | Letland | Råsundastadion, Stockholm Toeschouwers: 20.251 Scheidsrechter: Markus Merk (DUI) |
| 10 september 1997 19:00 (UTC+2) | Jonson 88' |       |         | Råsundastadion, Stockholm Toeschouwers: 20.251 Scheidsrechter: Markus Merk (DUI) |

|                               |                                       |       |             |                                                                                 |
| 11 oktober 1997 16:00 (UTC+2) | Oostenrijk                            | 4 – 0 | Wit-Rusland | Ernst Happelstadion, Wenen Toeschouwers: 48.500 Scheidsrechter: Aron Huzu (ROM) |
| 11 oktober 1997 16:00 (UTC+2) | Polster 3', 16' (pen.) Stöger 6', 42' |       |             | Ernst Happelstadion, Wenen Toeschouwers: 48.500 Scheidsrechter: Aron Huzu (ROM) |

|                               |                         |       |         |                                                                               |
| 11 oktober 1997 15:00 (UTC+1) | Schotland               | 2 – 0 | Letland | Celtic Park, Glasgow Toeschouwers: 47.613 Scheidsrechter: Sándor Piller (HUN) |
| 11 oktober 1997 15:00 (UTC+1) | Gallacher 43' Durie 80' |       |         | Celtic Park, Glasgow Toeschouwers: 47.613 Scheidsrechter: Sándor Piller (HUN) |

|                               |                |       |         |                                                                                         |
| 11 oktober 1997 15:00 (UTC+2) | Zweden         | 1 – 0 | Estland | Råsundastadion, Stockholm Toeschouwers: 18.702 Scheidsrechter: Stefan Ormandzhiev (BUL) |
| 11 oktober 1997 15:00 (UTC+2) | Zetterberg 25' |       |         | Råsundastadion, Stockholm Toeschouwers: 18.702 Scheidsrechter: Stefan Ormandzhiev (BUL) |

### Groep 5
Bulgarije had een generatie, die al op leeftijd was, zelfs de aanvoerder en sterspeler Hristo Stoichkov begon slijtage te vertonen, hij keerde in 1996 terug naar FC Barcelona na zijn mislukte avontuur bij Parma, maar met name in het seizoen 1997/1998 kreeg hij onder coach Louis van Gaal nauwelijks een kans, de strenge coach en de wispelturige vedette botsten qua karakters. Ook in het Bulgaarse team had hij steeds minder waarde, hij scoorde maar één keer, tegen Luxemburg uit een strafschop. Bulgarije begon slecht aan de serie, het verloor van Israël, maar omdat de enige concurrent Rusland gelijkspeelde tegen Israël en Cyprus had Bulgarije in de laatste twee onderlinge wedstrijden aan één zege genoeg zich te plaatsen voor het WK. In Sofia kwam Bulgarije in de tweede helft door de bebaarde verdediger Trifon Ivanov op voorsprong, maar daarna overspeelde Rusland de Bulgaren en als door een wonder bleef het 1-0 voor de verouderde ploeg en was men geplaatst voor het WK. In de return verloor de ploeg kansloos met 4-2 na een 4-0 achterstand, de wedstrijd was slechts voor statistieken, maar wel een teken aan de wand.
| Pos | Land      | Wed | Win | Gel | Ver | DV | DT | +/− | Pnt |
| --- | --------- | --- | --- | --- | --- | -- | -- | --- | --- |
| 1   | Bulgarije | 8   | 6   | 0   | 2   | 18 | 9  | +9  | 18  |
| 2   | Rusland   | 8   | 5   | 2   | 1   | 19 | 5  | +14 | 17  |
| 3   | Israël    | 8   | 4   | 1   | 3   | 9  | 7  | +2  | 13  |
| 4   | Cyprus    | 8   | 3   | 1   | 4   | 10 | 15 | –5  | 10  |
| 5   | Luxemburg | 8   | 0   | 0   | 8   | 2  | 22 | –20 | 0   |

|                                |                      |       |                   |                                                                                            |
| 1 september 1996 18:00 (UTC+3) | Israël               | 2 – 1 | Bulgarije         | National Stadium, Ramat Gan Toeschouwers: 13.200 Scheidsrechter: Alfredo Trentalange (ITA) |
| 1 september 1996 18:00 (UTC+3) | Harazi 34' Banin 62' |       | Balakov 3' (pen.) | National Stadium, Ramat Gan Toeschouwers: 13.200 Scheidsrechter: Alfredo Trentalange (ITA) |

|                                |                                                   |       |        |                                                                                   |
| 1 september 1996 19:00 (UTC+3) | Rusland                                           | 4 – 0 | Cyprus | Dinamostadion, Moskou Toeschouwers: 8.500 Scheidsrechter: Karl-Erik Nilsson (SWE) |
| 1 september 1996 19:00 (UTC+3) | Nikiforov 8', 50' Kolyvanov 34' Bestsjastnych 81' |       |        | Dinamostadion, Moskou Toeschouwers: 8.500 Scheidsrechter: Karl-Erik Nilsson (SWE) |

|                              |             |       |                                   |                                                                                      |
| 8 oktober 1996 20:00 (UTC+2) | Luxemburg   | 1 – 2 | Bulgarije                         | Stade Josy Barthel, Luxemburg Toeschouwers: 3.775 Scheidsrechter: Yevi Kollari (ALB) |
| 8 oktober 1996 20:00 (UTC+2) | Langers 20' |       | Balakov 14' (pen.) Kostadinov 37' | Stade Josy Barthel, Luxemburg Toeschouwers: 3.775 Scheidsrechter: Yevi Kollari (ALB) |

|                              |            |       |               |                                                                                   |
| 9 oktober 1996 18:00 (UTC+3) | Israël     | 1 – 1 | Rusland       | National Stadium, Ramat Gan Toeschouwers: 32.000 Scheidsrechter: Marc Batta (FRA) |
| 9 oktober 1996 18:00 (UTC+3) | Brumer 65' |       | Kolyvanov 82' | National Stadium, Ramat Gan Toeschouwers: 32.000 Scheidsrechter: Marc Batta (FRA) |

|                                |           |                                                            |         |                                                                                         |
| 10 november 1996 17:00 (UTC+1) | Luxemburg | 0 – 4                                                      | Rusland | Stade Josy Barthel, Luxemburg Toeschouwers: 5.660 Scheidsrechter: Juha Hirviniemi (FIN) |
| 10 november 1996 17:00 (UTC+1) |           | Tikhonov 34' Kantsjelskis 38' Bestsjastnych 50' Karpin 77' |         | Stade Josy Barthel, Luxemburg Toeschouwers: 5.660 Scheidsrechter: Juha Hirviniemi (FIN) |

|                                |                      |       |        |                                                                                 |
| 10 november 1996 18:00 (UTC+2) | Cyprus               | 2 – 0 | Israël | Tsirion, Limasol Toeschouwers: 10.500 Scheidsrechter: Gheorghe Constantin (ROM) |
| 10 november 1996 18:00 (UTC+2) | Gogić 9', 15' (pen.) |       |        | Tsirion, Limasol Toeschouwers: 10.500 Scheidsrechter: Gheorghe Constantin (ROM) |

|                                |            |       |                                      |                                                                           |
| 14 december 1996 16:00 (UTC+2) | Cyprus     | 1 – 3 | Bulgarije                            | Tsirion, Limasol Toeschouwers: 6.500 Scheidsrechter: John Rowbotham (SCO) |
| 14 december 1996 16:00 (UTC+2) | Pittas 29' |       | Kostadinov 23' Balakov 34' Iliev 70' | Tsirion, Limasol Toeschouwers: 6.500 Scheidsrechter: John Rowbotham (SCO) |

|                                |           |       |           |                                                                                    |
| 15 december 1996 18:00 (UTC+2) | Israël    | 1 – 0 | Luxemburg | National Stadium, Ramat Gan Toeschouwers: 24.400 Scheidsrechter: John Ashman (WAL) |
| 15 december 1996 18:00 (UTC+2) | Ohana 39' |       |           | National Stadium, Ramat Gan Toeschouwers: 24.400 Scheidsrechter: John Ashman (WAL) |

|                             |           |       |                |                                                                                    |
| 29 maart 1997 18:30 (UTC+2) | Cyprus    | 1 – 1 | Rusland        | Dimotiko, Paralimni Toeschouwers: 3.199 Scheidsrechter: Juan Ansuategui Roca (ESP) |
| 29 maart 1997 18:30 (UTC+2) | Gogić 31' |       | Simutenkov 32' | Dimotiko, Paralimni Toeschouwers: 3.199 Scheidsrechter: Juan Ansuategui Roca (ESP) |

|                             |           |                                 |        |                                                                                      |
| 31 maart 1997 17:00 (UTC+2) | Luxemburg | 0 – 3                           | Israël | Stade Josy Barthel, Luxemburg Toeschouwers: 6.607 Scheidsrechter: René Temmink (NED) |
| 31 maart 1997 17:00 (UTC+2) |           | Zohar 11', 79' Banin 86' (pen.) |        | Stade Josy Barthel, Luxemburg Toeschouwers: 6.607 Scheidsrechter: René Temmink (NED) |

|                            |                                               |       |           | |
| 2 april 1997 18:00 (UTC+3) | Bulgarije                                     | 4 – 1 | Cyprus    | Vasil Levski Nationaal Stadion, Sofia Toeschouwers: 16.000 Scheidsrechter: Serge Muhmenthaler (SUI) |
| 2 april 1997 18:00 (UTC+3) | Borimirov 2' Kostadinov 35', 45' Yordanov 66' |       | Okkas 62' | Vasil Levski Nationaal Stadion, Sofia Toeschouwers: 16.000 Scheidsrechter: Serge Muhmenthaler (SUI) |

|                             |                                         |       |           |                                                                                |
| 30 april 1997 19:00 (UTC+3) | Rusland                                 | 3 – 0 | Luxemburg | Dinamostadion, Moskou Toeschouwers: 9.200 Scheidsrechter: John Rowbotham (SCO) |
| 30 april 1997 19:00 (UTC+3) | Kechinov 20' Grishin 55' Simutenkov 58' |       |           | Dinamostadion, Moskou Toeschouwers: 9.200 Scheidsrechter: John Rowbotham (SCO) |

|                             |               |       |        |                                                                                        |
| 30 april 1997 18:00 (UTC+3) | Israël        | 2 – 0 | Cyprus | National Stadium, Ramat Gan Toeschouwers: 32.000 Scheidsrechter: Vasyl Melnychuk (UKR) |
| 30 april 1997 18:00 (UTC+3) | Ohana 3', 72' |       |        | National Stadium, Ramat Gan Toeschouwers: 32.000 Scheidsrechter: Vasyl Melnychuk (UKR) |

|                           |                                                                    |       |           |                                                                                |
| 8 juni 1997 20:00 (UTC+3) | Bulgarije                                                          | 4 – 0 | Luxemburg | Neftochimik, Burgas Toeschouwers: 19.000 Scheidsrechter: Lucílio Batista (POR) |
| 8 juni 1997 20:00 (UTC+3) | Stoichkov 43' (pen.) Kostadinov 47' Balakov 50' (pen.) Lechkov 81' |       |           | Neftochimik, Burgas Toeschouwers: 19.000 Scheidsrechter: Lucílio Batista (POR) |

|                           |                          |       |        |                                                                               |
| 8 juni 1997 19:00 (UTC+3) | Rusland                  | 2 – 0 | Israël | Dinamostadion, Moskou Toeschouwers: 22.000 Scheidsrechter: Gerd Grabher (AUT) |
| 8 juni 1997 19:00 (UTC+3) | Radimov 8' Kosolapov 38' |       |        | Dinamostadion, Moskou Toeschouwers: 22.000 Scheidsrechter: Gerd Grabher (AUT) |

|                                |           |       |        |                                                                                                |
| 20 augustus 1997 20:00 (UTC+3) | Bulgarije | 1 – 0 | Israël | Vasil Levski Nationaal Stadion, Sofia Toeschouwers: 32.000 Scheidsrechter: Sándor Piller (HUN) |
| 20 augustus 1997 20:00 (UTC+3) | Penev 65' |       |        | Vasil Levski Nationaal Stadion, Sofia Toeschouwers: 32.000 Scheidsrechter: Sándor Piller (HUN) |

|                                |            |       |                                  |                                                                                            |
| 7 september 1997 17:00 (UTC+2) | Luxemburg  | 1 – 3 | Cyprus                           | Stade Josy Barthel, Luxemburg Toeschouwers: 3.022 Scheidsrechter: Gylfi Thor Orrason (ICE) |
| 7 september 1997 17:00 (UTC+2) | Amodio 14' |       | Papavasiliou 6' Ioannou 55', 79' | Stade Josy Barthel, Luxemburg Toeschouwers: 3.022 Scheidsrechter: Gylfi Thor Orrason (ICE) |

|                                 |            |       |         |                                                                                                |
| 10 september 1997 19:30 (UTC+3) | Bulgarije  | 1 – 0 | Rusland | Vasil Levski Nationaal Stadion, Sofia Toeschouwers: 55.000 Scheidsrechter: Václav Krondl (CZE) |
| 10 september 1997 19:30 (UTC+3) | Ivanov 55' |       |         | Vasil Levski Nationaal Stadion, Sofia Toeschouwers: 55.000 Scheidsrechter: Václav Krondl (CZE) |

|                               |                                             |       |                          |                                                                                                   |
| 11 oktober 1997 19:00 (UTC+3) | Rusland                                     | 4 – 2 | Bulgarije                | Olympisch Stadion Loezjniki, Moskou Toeschouwers: 19.000 Scheidsrechter: Pierluigi Pairetto (ITA) |
| 11 oktober 1997 19:00 (UTC+3) | Alenitsjev 13', 57' Kolyvanov 41' Yuran 52' |       | Gruev 68' Kostadinov 78' | Olympisch Stadion Loezjniki, Moskou Toeschouwers: 19.000 Scheidsrechter: Pierluigi Pairetto (ITA) |

|                               |                                |       |           |                                                                         |
| 11 oktober 1997 19:00 (UTC+3) | Cyprus                         | 2 – 0 | Luxemburg | Tsirion, Limasol Toeschouwers: 4.000 Scheidsrechter: Bujar Pregja (ALB) |
| 11 oktober 1997 19:00 (UTC+3) | Papavasiliou 79' Spoljaric 85' |       |           | Tsirion, Limasol Toeschouwers: 4.000 Scheidsrechter: Bujar Pregja (ALB) |

### Groep 6
Groep 6 was een sterke groep met het traditioneel sterke Spanje, de nummer twee van het EK Tsjechië en de van een boycot verloste Joegoslavië. Vlak voor de loting was er vrede gesloten in de wrede Bosnische Burgeroorlog en mocht Joegoslavië weer meedoen aan internationale wedstrijden. Het huidige Joegoslavische team was Kroatië in het kwadraat, een verzameling vedetten, waar een team van gemaakt moest worden. De succesvolste spelers waren Dejan Savicevic, Siniša Mihajlović en Predrag Mijatović van respectievelijk AC Milan, Sampdoria en Real Madrid, maar de beroemdste was Dragan Stojković, een speler met de nationale status van Hagi en Stoichkov, uitblinker in het laatste verenigde Joegoslavische team, maar hopeloos mislukt in West-Europa en toen spelend bij Nagoya Grampus in de Japanse competitie. 
Joegoslavië begon sterk met vier overwinningen, maar was kansloos in de wedstrijd tegen Spanje: 2-0. Men boekte een belangrijke overwinning op Tsjechië (1-2 in Praag door een doelpunt van Savo Milošević). Tsjechië zou later zelfs van Slowakije verliezen en zou geen rol meer van betekenis spelen. De strijd om de eerste plaats ging nu tussen Joegoslavië en Spanje, maar in de onderlinge wedstrijd behield Spanje zijn voorsprong van één punt door met 1-1 gelijk te spelen (twee benutte strafschoppen van Fernando Hierro en Mijatović). Spanje breidde de voorsprong uit tot drie punten en Joegoslavië moest zich voor de play-off wedstrijden voorbereiden.
| Pos | Land        | Wed | Win | Gel | Ver | DV | DT | +/− | Pnt |
| --- | ----------- | --- | --- | --- | --- | -- | -- | --- | --- |
| 1   | Spanje      | 10  | 8   | 2   | 0   | 26 | 6  | +20 | 26  |
| 2   | Joegoslavië | 10  | 7   | 2   | 1   | 29 | 7  | +22 | 23  |
| 3   | Tsjechië    | 10  | 5   | 1   | 4   | 16 | 6  | +10 | 16  |
| 4   | Slowakije   | 10  | 5   | 1   | 4   | 18 | 14 | +4  | 16  |
| 5   | Faeröer     | 10  | 2   | 0   | 8   | 10 | 31 | –21 | 6   |
| 6   | Malta       | 10  | 0   | 0   | 10  | 2  | 37 | –35 | 0   |

|                             |                                 |       |                 |                                                                                        |
| 24 april 1996 19:00 (UTC+2) | Joegoslavië                     | 3 – 1 | Faeröer         | Stadion Crvena Zvezda, Belgrado Toeschouwers: 16.325 Scheidsrechter: Roland Beck (LIE) |
| 24 april 1996 19:00 (UTC+2) | Savićević 3', 29' Milošević 37' |       | J. Petersen 53' | Stadion Crvena Zvezda, Belgrado Toeschouwers: 16.325 Scheidsrechter: Roland Beck (LIE) |

|                           |                                                                                      |       |       |                                                                                             |
| 2 juni 1996 20:00 (UTC+2) | Joegoslavië                                                                          | 6 – 0 | Malta | Stadion Crvena Zvezda, Belgrado Toeschouwers: 11.617 Scheidsrechter: Hermann Albrecht (DUI) |
| 2 juni 1996 20:00 (UTC+2) | Mirković 2' Mijatović 39' D. Stojković 45+1' Milošević 68' Savićević 70' (pen.), 73' |       |       | Stadion Crvena Zvezda, Belgrado Toeschouwers: 11.617 Scheidsrechter: Hermann Albrecht (DUI) |

|                                |            |       |                           |                                                                           |
| 31 augustus 1996 15:00 (UTC+1) | Faeröer    | 1 – 2 | Slowakije                 | Svangaskarð, Toftir Toeschouwers: 1.445 Scheidsrechter: Terje Hauge (NOR) |
| 31 augustus 1996 15:00 (UTC+1) | Müller 60' |       | Moravčik 13' Dubovský 88' | Svangaskarð, Toftir Toeschouwers: 1.445 Scheidsrechter: Terje Hauge (NOR) |

|                                |                         |       |                                                                         |                                                                              |
| 4 september 1996 17:45 (UTC+1) | Faeröer                 | 2 – 6 | Spanje                                                                  | Svangaskarð, Toftir Toeschouwers: 4.200 Scheidsrechter: Philippe Leduc (FRA) |
| 4 september 1996 17:45 (UTC+1) | T. Jónsson 46' Arge 90' |       | Luis Enrique 37' Alfonso 63', 83', 86' Johannesen 70' (e.d.) Hierro 85' | Svangaskarð, Toftir Toeschouwers: 4.200 Scheidsrechter: Philippe Leduc (FRA) |

|                                 |                                                                   |       |       |                                                                                |
| 18 september 1996 16:30 (UTC+2) | Tsjechië                                                          | 6 – 0 | Malta | Na Stínadlech, Teplice Toeschouwers: 15.099 Scheidsrechter: Mateo Beušan (CRO) |
| 18 september 1996 16:30 (UTC+2) | Berger 11', 63' (pen.) Nedvěd 29' Kubík 77' Šmicer 83' Frýdek 86' |       |       | Na Stínadlech, Teplice Toeschouwers: 15.099 Scheidsrechter: Mateo Beušan (CRO) |

|                                 |                                                            |       |       |                                                                                  |
| 22 september 1996 18:00 (UTC+2) | Slowakije                                                  | 6 – 0 | Malta | Tehelne pole, Bratislava Toeschouwers: 2.236 Scheidsrechter: Giorgos Bikas (GRE) |
| 22 september 1996 18:00 (UTC+2) | Tittel 13', 90' Šimon 15' Zeman 37' Timko 56' Dubovský 59' |       |       | Tehelne pole, Bratislava Toeschouwers: 2.236 Scheidsrechter: Giorgos Bikas (GRE) |

|                              |            |       |                                                                                             |                                                                             |
| 6 oktober 1996 15:00 (UTC+1) | Faeröer    | 1 – 8 | Joegoslavië                                                                                 | Svangaskarð, Toftir Toeschouwers: 1.017 Scheidsrechter: Leslie Irvine (NIR) |
| 6 oktober 1996 15:00 (UTC+1) | Müller 28' |       | Milošević 6', 37', 45' Jokanović 11', 57' Mijatović 29' Jugović 57' D. Stojković 90' (pen.) | Svangaskarð, Toftir Toeschouwers: 1.017 Scheidsrechter: Leslie Irvine (NIR) |

|                              |          |       |        |                                                                              |
| 9 oktober 1996 20:15 (UTC+2) | Tsjechië | 0 – 0 | Spanje | Spartastadion, Praag Toeschouwers: 19.223 Scheidsrechter: Anders Frisk (SWE) |
| 9 oktober 1996 20:15 (UTC+2) |          |       |        | Spartastadion, Praag Toeschouwers: 19.223 Scheidsrechter: Anders Frisk (SWE) |

|                               |                                           |       |         |                                                                                 |
| 23 oktober 1996 18:00 (UTC+2) | Slowakije                                 | 3 – 0 | Faeröer | Tehelné pole, Bratislava Toeschouwers: 5.442 Scheidsrechter: Salem Prolic (BIH) |
| 23 oktober 1996 18:00 (UTC+2) | Dubovský 20' Jančula 44' Šimon 57' (pen.) |       |         | Tehelné pole, Bratislava Toeschouwers: 5.442 Scheidsrechter: Salem Prolic (BIH) |

|                                |               |       |          |                                                                                     |
| 10 november 1996 18:00 (UTC+1) | Joegoslavië   | 1 – 0 | Tsjechië | Stadion Crvena Zvezda, Belgrado Toeschouwers: 46.577 Scheidsrechter: Dick Jol (NED) |
| 10 november 1996 18:00 (UTC+1) | Mijatović 18' |       |          | Stadion Crvena Zvezda, Belgrado Toeschouwers: 46.577 Scheidsrechter: Dick Jol (NED) |

|                                |                                                |       |            | |
| 13 november 1996 20:30 (UTC+1) | Spanje                                         | 4 – 1 | Slowakije  | Estadio Heliodoro Rodríguez López, Santa Cruz Toeschouwers: 13.500 Scheidsrechter: Markus Merk (DUI) |
| 13 november 1996 20:30 (UTC+1) | Pizzi 31' Amor 47' Luis Enrique 51' Hierro 62' |       | Tittel 39' | Estadio Heliodoro Rodríguez López, Santa Cruz Toeschouwers: 13.500 Scheidsrechter: Markus Merk (DUI) |

|                                |                        |       |             |                                                                                          |
| 14 december 1996 21:30 (UTC+1) | Spanje                 | 2 – 0 | Joegoslavië | Estadio Mestalla, Valencia Toeschouwers: 37.000 Scheidsrechter: Serge Muhmenthaler (SUI) |
| 14 december 1996 21:30 (UTC+1) | Guardiola 19' Raúl 37' |       |             | Estadio Mestalla, Valencia Toeschouwers: 37.000 Scheidsrechter: Serge Muhmenthaler (SUI) |

|                                |       |                       |        |                                                                                     |
| 18 december 1996 19:00 (UTC+1) | Malta | 0 – 3                 | Spanje | National Stadium, Ta'Qali Toeschouwers: 3.200 Scheidsrechter: Nikolai Levnikov(RUS) |
| 18 december 1996 19:00 (UTC+1) |       | Guerrero 8', 26', 33' |        | National Stadium, Ta'Qali Toeschouwers: 3.200 Scheidsrechter: Nikolai Levnikov(RUS) |

|                                |                                          |       |       |                                                                                            |
| 12 februari 1997 21:30 (UTC+1) | Spanje                                   | 4 – 0 | Malta | Estadio José Rico Pérez, Alicante Toeschouwers: 28.000 Scheidsrechter: Stephen Lodge (ENG) |
| 12 februari 1997 21:30 (UTC+1) | Guardiola 25' Alfonso 40', 47' Pizzi 89' |       |       | Estadio José Rico Pérez, Alicante Toeschouwers: 28.000 Scheidsrechter: Stephen Lodge (ENG) |

|                             |       |                        |           |                                                                                     |
| 31 maart 1997 16:00 (UTC+2) | Malta | 0 – 2                  | Slowakije | National Stadium, Ta'Qali Toeschouwers: 4.202 Scheidsrechter: Marek Kowalczyk (POL) |
| 31 maart 1997 16:00 (UTC+2) |       | Jančula 38' Tittel 90' |           | National Stadium, Ta'Qali Toeschouwers: 4.202 Scheidsrechter: Marek Kowalczyk (POL) |

|                            |           |       |                               |                                                                            |
| 2 april 1997 20:15 (UTC+2) | Tsjechië  | 1 – 2 | Joegoslavië                   | Spartastadion, Praag Toeschouwers: 17.137 Scheidsrechter: Marc Batta (FRA) |
| 2 april 1997 20:15 (UTC+2) | Bejbl 75' |       | Mijatović 28' Milošević 90+1' | Spartastadion, Praag Toeschouwers: 17.137 Scheidsrechter: Marc Batta (FRA) |

|                             |                      |       |                   |                                                                                          |
| 30 april 1997 18:15 (UTC+2) | Joegoslavië          | 1 – 1 | Spanje            | Stadion Crvena Zvezda, Belgrado Toeschouwers: 49.253 Scheidsrechter: Rune Pedersen (NOR) |
| 30 april 1997 18:15 (UTC+2) | Mijatović 87' (pen.) |       | Hierro 19' (pen.) | Stadion Crvena Zvezda, Belgrado Toeschouwers: 49.253 Scheidsrechter: Rune Pedersen (NOR) |

|                             |            |       |                              |                                                                                |
| 30 april 1997 20:00 (UTC+2) | Malta      | 1 – 2 | Faeröer                      | National Stadium, Ta'Qali Toeschouwers: 8.188 Scheidsrechter: Dani Koren (ISR) |
| 30 april 1997 20:00 (UTC+2) | Sultana 8' |       | Ø. Hansen 60' T. Jónsson 89' | National Stadium, Ta'Qali Toeschouwers: 8.188 Scheidsrechter: Dani Koren (ISR) |

|                           |                   |       |          |                                                                                                |
| 8 juni 1997 20:15 (UTC+2) | Spanje            | 1 – 0 | Tsjechië | Estadio Nuevo José Zorrilla, Valladolid Toeschouwers: 24.544 Scheidsrechter: Hugh Dallas (SCO) |
| 8 juni 1997 20:15 (UTC+2) | Hierro 41' (pen.) |       |          | Estadio Nuevo José Zorrilla, Valladolid Toeschouwers: 24.544 Scheidsrechter: Hugh Dallas (SCO) |

|                           |                             |       |           |                                                                                            |
| 8 juni 1997 20:00 (UTC+2) | Joegoslavië                 | 2 – 0 | Slowakije | Stadion Crvena Zvezda, Belgrado Toeschouwers: 22.044 Scheidsrechter: Peter Mikkelsen (DEN) |
| 8 juni 1997 20:00 (UTC+2) | Savićević 17' Mijatović 75' |       |           | Stadion Crvena Zvezda, Belgrado Toeschouwers: 22.044 Scheidsrechter: Peter Mikkelsen (DEN) |

|                           |                        |       |              |                                                                                |
| 8 juni 1997 15:00 (UTC+1) | Faeröer                | 2 – 1 | Malta        | Svangaskarð, Toftir Toeschouwers: 6.400 Scheidsrechter: Richard O'Hanlon (IER) |
| 8 juni 1997 15:00 (UTC+1) | Arge 7' T. Jónsson 42' |       | G. Agius 48' | Svangaskarð, Toftir Toeschouwers: 6.400 Scheidsrechter: Richard O'Hanlon (IER) |

|                                |                    |       |         |                                                                                     |
| 20 augustus 1997 16:30 (UTC+2) | Tsjechië           | 2 – 0 | Faeröer | Na Stinadlech, Teplice Toeschouwers: 8,322 Scheidsrechter: Algirdas Dubinskas (LTU) |
| 20 augustus 1997 16:30 (UTC+2) | Kuka 15' Kozel 26' |       |         | Na Stinadlech, Teplice Toeschouwers: 8,322 Scheidsrechter: Algirdas Dubinskas (LTU) |

|                                |                         |       |            |                                                                                     |
| 24 augustus 1997 20:15 (UTC+2) | Slowakije               | 2 – 1 | Tsjechië   | Tehelné pole, Bratislava Toeschouwers: 22.500 Scheidsrechter: Piero Ceccarini (ITA) |
| 24 augustus 1997 20:15 (UTC+2) | Jančula 45' Majoroš 55' |       | Šmicer 15' | Tehelné pole, Bratislava Toeschouwers: 22.500 Scheidsrechter: Piero Ceccarini (ITA) |

|                                |         |                     |          |                                                                              |
| 6 september 1997 15:00 (UTC+1) | Faeröer | 0 – 2               | Tsjechië | Svangaskarð, Toftir Toeschouwers: 2.700 Scheidsrechter: Bernard Saules (FRA) |
| 6 september 1997 15:00 (UTC+1) |         | Šmicer 16' Kuka 33' |          | Svangaskarð, Toftir Toeschouwers: 2.700 Scheidsrechter: Bernard Saules (FRA) |

|                                 |             |       |                |                                                                                  |
| 10 september 1997 20:15 (UTC+2) | Slowakije   | 1 – 1 | Joegoslavië    | Tehelné pole, Bratislava Toeschouwers: 22.500 Scheidsrechter: Anders Frisk (SWE) |
| 10 september 1997 20:15 (UTC+2) | Majoroš 65' |       | Mihajlović 80' | Tehelné pole, Bratislava Toeschouwers: 22.500 Scheidsrechter: Anders Frisk (SWE) |

|                                 |             |       |                   |                                                                                   |
| 24 september 1997 20:15 (UTC+2) | Slowakije   | 1 – 2 | Spanje            | Tehelne Pole, Bratislava Toeschouwers: 13.667 Scheidsrechter: László Vágner (HUN) |
| 24 september 1997 20:15 (UTC+2) | Majoroš 75' |       | Kiko 47' Amor 76' | Tehelne Pole, Bratislava Toeschouwers: 13.667 Scheidsrechter: László Vágner (HUN) |

|                                 |       |           |          |                                                                                  |
| 24 september 1997 19:30 (UTC+2) | Malta | 0 – 1     | Tsjechië | National Stadium, Ta'Qali Toeschouwers: 1.622 Scheidsrechter: Amand Ancion (BEL) |
| 24 september 1997 19:30 (UTC+2) |       | Bejbl 32' |          | National Stadium, Ta'Qali Toeschouwers: 1.622 Scheidsrechter: Amand Ancion (BEL) |

|                               |                               |       |                          |                                                                           |
| 11 oktober 1997 20:00 (UTC+2) | Spanje                        | 3 – 1 | Faeröer                  | El Molinón, Gijón Toeschouwers: 25.000 Scheidsrechter: Jacek Granat (POL) |
| 11 oktober 1997 20:00 (UTC+2) | Luis Enrique 18', 82' Oli 28' |       | Jens Kristian Hansen 45' | El Molinón, Gijón Toeschouwers: 25.000 Scheidsrechter: Jacek Granat (POL) |

|                               |       |                                                                     |             |                                                                                      |
| 11 oktober 1997 18:00 (UTC+2) | Malta | 0 – 5                                                               | Joegoslavië | National Stadium, Ta'Qali Toeschouwers: 1.107 Scheidsrechter: Dermot Gallagher (ENG) |
| 11 oktober 1997 18:00 (UTC+2) |       | Milošević 8' Mihajlović 24' Savićević 44' Mijatović 55' Jugović 76' |             | National Stadium, Ta'Qali Toeschouwers: 1.107 Scheidsrechter: Dermot Gallagher (ENG) |

|                               |                                  |       |           |                                                                          |
| 11 oktober 1997 20:00 (UTC+2) | Tsjechië                         | 3 – 0 | Slowakije | Spartastadion, Praag Toeschouwers: 5.428 Scheidsrechter: Urs Meier (SUI) |
| 11 oktober 1997 20:00 (UTC+2) | Šmicer 54' Siegl 70' Novotný 73' |       |           | Spartastadion, Praag Toeschouwers: 5.428 Scheidsrechter: Urs Meier (SUI) |

### Groep 7
Na het dramatisch verlopen EK, waar spelers van Ajax hun interne problemen meenamen naar het Nederlands elftal, hetgeen leidde tot de verwijdering van Edgar Davids uit de selectie, besloot coach Guus Hiddink de spelers voortaan gedragscodes te laten ondertekenen om dit soort excessen te voorkomen. Naast Davids zou ook aanvoerder Danny Blind niet meedoen aan de kwalificatie, hij nam afscheid als international en de weer herstelde Frank de Boer verving hem. De selectie kwam meer op sterkte: Wim Jonk werd weer geselecteerd, Phillip Cocu dwong een basisplaats af, verdediger Jaap Stam brak door en ook Mark Overmars was hersteld van een blessure. Spelers als Veltman, Hoekstra, Taument en Jordi Cruijff werden te licht bevonden en vielen af. 
In de eerste wedstrijd bleek al, datNederland had geleerd van het echec van het EK: Wales kwam na 20 minuten op voorsprong door een buitenspel doelpunt van Dean Saunders en het team was veel sterker dan Wales, maar miste veel kansen. Het team bleef geduldig en werd beloond in de laatste twintig minuten, stormram Pierre van Hooijdonk viel in de 72e minuut in en zijn eerste twee balcontacten waren twee doelpunten. Ronald de Boer bepaalde de eindstand op 1-3 door een spectaculaire snoekduik. In de return werd Wales compleet verpulverd, 7-1 met drie doelpunten van de weer opgeleefde Dennis Bergkamp. 
Ook België had een moeizame periode achter de rug, het miste het EK en bondscoach Paul van Himst werd vervangen door Wilfried Van Moer, een door het volk geliefde oud-international. België startte met een gelukkige thuisoverwinning op Turkije in Brussel, waar meer Turken dan Belgen aanwezig waren. België nam in de eerste helft een 2-0 voorsprong en wankelde in de tweede helft nadrukkelijk, maar hield de schade beperkt tot 2-1. De volgende thuiswedstrijd was tegen Nederland, maar de buurman overspeelde de "Rode Duivels", na een half uur stond Nederland met 0-2 voor door doelpunten van Dennis Bergkamp en Clarence Seedorf via een prima volley. Nederland verzuimde de Belgen ook qua score te vernederen en scoorde alleen nog via een strafschop van Jonk. De Belgen waren erg geschrokken van de wanvertoning en ontsloegen van Moer, die zich zelfs volledig uit het voetbal terugtrok, Georges Leekens werd zijn vervanger. 
Het werd toch weer spannend in deze groep, België won de uitwedstrijden van Wales en Turkije, terwijl Nederland verloor van hetzelfde Turkije. Zonder de aan vliegangst lijdende Dennis Bergkamp speelde Nederland in de heksenketel van Bursa beter dan de Turken, maar kon het evenwicht niet in doelpunten uitdrukken en de scherpte ontbrak. In de tweede helft liet Jaap Stam Hakan Şükür te makkelijk koppen: 1-0. In de slotfase kreeg Nederland een strafschop, tot verbijstering van iedereen lieten Wim Jonk en Frank de Boer toe, dat uitgerekend Clarence Seedorf de strafschop ging nemen. Een half jaar geleden was Nederland uitgeschakeld door een gemiste strafschop van dezelfde Seedorf. De strafschop ging hoog over en heel Nederland was verbijsterd. Het inspireerde Freek de Jonge om in zijn nr. 1 hit "Leven na de dood" de zin aan te halen: "Wat kon Seedorf overkomen toen hij van elf meter schoot". België won wel in Turkije door met 1-3 te winnen, met drie goals van de genaturaliseerde Braziliaan Luis Oliveira. Het mooiste doelpunt was echter van een Turk: Oktay passeerde zes Belgen in een korte dribble. Voor het nieuwe seizoen stonden Nederland en België met vijftien punten uit zes wedstrijden aan kop, met Turkije op gepaste afstand (zeven uit vijf).
Turkije bleef nog enigszins in de race door in een knotsgek duel met 6-4 van Wales te winnen: Şükür scoorde viermaal. Voor de wedstrijd tegen België stond Nederland op zijn kop: Patrick Kluivert, die al eerder met justitie te maken had, werd beschuldigd van deelname aan groepsverkrachting. Heel Nederland vond, dat deze speler niet het Nederlands Elftal moest vertegenwoordigen. Guus Hiddink oordeelde anders en Kluivert behoorde met Stam en Bergkamp tot de doelpuntenmakers. Nederland won met 3-1 van een opnieuw te timide België en stond nu drie punten voor. De laatste wedstrijd tegen Turkije leverde een teleurstellend gelijkspel op, maar het was voldoende voor kwalificatie. Turkije had moeten winnen en hopen op een nederlaag van België tegen Wales, maar ze vielen nauwelijks aan in Amsterdam en de Belgen wonnen na een ruststand van 3-0 met 3-2. De Belgen kregen een herkansing in de Play-offs.
| Pos | Land       | Wed | Win | Gel | Ver | DV | DT | +/− | Pnt |
| --- | ---------- | --- | --- | --- | --- | -- | -- | --- | --- |
| 1   | Nederland  | 8   | 6   | 1   | 1   | 26 | 4  | +22 | 19  |
| 2   | België     | 8   | 6   | 0   | 2   | 20 | 11 | +9  | 18  |
| 3   | Turkije    | 8   | 4   | 2   | 2   | 21 | 9  | +12 | 14  |
| 4   | Wales      | 8   | 2   | 1   | 5   | 20 | 21 | –1  | 7   |
| 5   | San Marino | 8   | 0   | 0   | 8   | 0  | 42 | –42 | 0   |

|                           |            |                                                      |       |                                                                                      |
| 2 juni 1996 20:30 (UTC+2) | San Marino | 0 – 5                                                | Wales | Olympisch Stadion, Serravalle Toeschouwers: 1.613 Scheidsrechter: Ľuboš Micheľ (SVK) |
| 2 juni 1996 20:30 (UTC+2) |            | Melville 20' Hughes 32', 43' Giggs 50' Pembridge 85' |       | Olympisch Stadion, Serravalle Toeschouwers: 1.613 Scheidsrechter: Ľuboš Micheľ (SVK) |

|                                |                          |       |            |                                                                                           |
| 31 augustus 1996 20:30 (UTC+2) | België                   | 2 – 1 | Turkije    | Koning Boudewijnstadion, Brussel Toeschouwers: 33.024 Scheidsrechter: David Elleray (ENG) |
| 31 augustus 1996 20:30 (UTC+2) | Degryse 11' Oliveira 37' |       | Yalçin 56' | Koning Boudewijnstadion, Brussel Toeschouwers: 33.024 Scheidsrechter: David Elleray (ENG) |

|                                |                                                            |       |            |                                                                                   |
| 31 augustus 1996 15:00 (UTC+1) | Wales                                                      | 6 – 0 | San Marino | Cardiff Arms Park, Cardiff Toeschouwers: 15.150 Scheidsrechter: Alain Hamer (LUX) |
| 31 augustus 1996 15:00 (UTC+1) | Saunders 1', 74' Hughes 25', 54' Melville 34' Robinson 45' |       |            | Cardiff Arms Park, Cardiff Toeschouwers: 15.150 Scheidsrechter: Alain Hamer (LUX) |

|                              |              |       |                                   |                                                                                           |
| 5 oktober 1996 19:00 (UTC+1) | Wales        | 1 – 3 | Nederland                         | Cardiff Arms Park, Cardiff Toeschouwers: 34.560 Scheidsrechter: Antonio López Nieto (ESP) |
| 5 oktober 1996 19:00 (UTC+1) | Saunders 17' |       | Hooijdonk 72', 75' R. de Boer 79' | Cardiff Arms Park, Cardiff Toeschouwers: 34.560 Scheidsrechter: Antonio López Nieto (ESP) |

|                              |            |                             |        |                                                                                          |
| 9 oktober 1996 20:30 (UTC+2) | San Marino | 0 – 3                       | België | Olympisch Stadion, Serravalle Toeschouwers: 1.353 Scheidsrechter: Kevork Oganesyan (ARM) |
| 9 oktober 1996 20:30 (UTC+2) |            | Verheyen 11' Nilis 20', 49' |        | Olympisch Stadion, Serravalle Toeschouwers: 1.353 Scheidsrechter: Kevork Oganesyan (ARM) |

|                               |                                                                        |       |              |                                                                                          |
| 9 november 1996 20:00 (UTC+1) | Nederland                                                              | 7 – 1 | Wales        | Philips Stadion, Eindhoven Toeschouwers: 26.210 Scheidsrechter: Vítor Melo Pereira (POR) |
| 9 november 1996 20:00 (UTC+1) | Bergkamp 21', 72', 78' R. de Boer 32' Jonk 33' F. de Boer 43' Cocu 60' |       | Saunders 38' | Philips Stadion, Eindhoven Toeschouwers: 26.210 Scheidsrechter: Vítor Melo Pereira (POR) |

|                                |                                                         |       |            |                                                                                            |
| 10 november 1996 20:00 (UTC+2) | Turkije                                                 | 7 – 0 | San Marino | Ali Sami Yenstadion, Istanboel Toeschouwers: 19.654 Scheidsrechter: Vladimir Antonov (MDA) |
| 10 november 1996 20:00 (UTC+2) | Derelioğlu 25', 38', 51', 59' Şükür 56', 63' Sağlam 81' |       |            | Ali Sami Yenstadion, Istanboel Toeschouwers: 19.654 Scheidsrechter: Vladimir Antonov (MDA) |

|                                |        |                                          |           |                                                                                                |
| 14 december 1996 20:00 (UTC+1) | België | 0 – 3                                    | Nederland | Koning Boudewijnstadion, Brussel Toeschouwers: 36.953 Scheidsrechter: Pierluigi Pairetto (ITA) |
| 14 december 1996 20:00 (UTC+1) |        | Bergkamp 24' Seedorf 29' Jonk 89' (pen.) |           | Koning Boudewijnstadion, Brussel Toeschouwers: 36.953 Scheidsrechter: Pierluigi Pairetto (ITA) |

|                              |       |       |         |                                                                                 |
| 14 december 1996 15:00 (UTC) | Wales | 0 – 0 | Turkije | Cardiff Arms Park, Cardiff Toeschouwers: 12.500 Scheidsrechter: Aron Huzu (ROM) |
| 14 december 1996 15:00 (UTC) |       |       |         | Cardiff Arms Park, Cardiff Toeschouwers: 12.500 Scheidsrechter: Aron Huzu (ROM) |

|                             |                                                |       |            |                                                                                  |
| 29 maart 1997 20:00 (UTC+1) | Nederland                                      | 4 – 0 | San Marino | Amsterdam ArenA, Amsterdam Toeschouwers: 47.000 Scheidsrechter: Amit Klein (ISR) |
| 29 maart 1997 20:00 (UTC+1) | Kluivert 44' F. de Boer 58', 90' Hooijdonk 82' |       |            | Amsterdam ArenA, Amsterdam Toeschouwers: 47.000 Scheidsrechter: Amit Klein (ISR) |

|                           |                |       |                          |                                                                                          |
| 29 maart 1997 19:00 (UTC) | Wales          | 1 – 2 | België                   | Cardiff Arms Park, Cardiff Toeschouwers: 14.650 Scheidsrechter: Christer Fällström (SWE) |
| 29 maart 1997 19:00 (UTC) | Gary Speed 60' |       | Crasson 24' Staelens 45' | Cardiff Arms Park, Cardiff Toeschouwers: 14.650 Scheidsrechter: Christer Fällström (SWE) |

|                            |           |       |           |                                                                                         |
| 2 april 1997 20:30 (UTC+3) | Turkije   | 1 – 0 | Nederland | Bursa Atatürkstadion, Bursa Toeschouwers: 17.000 Scheidsrechter: Manuel Díaz Vega (ESP) |
| 2 april 1997 20:30 (UTC+3) | Şükür 53' |       |           | Bursa Atatürkstadion, Bursa Toeschouwers: 17.000 Scheidsrechter: Manuel Díaz Vega (ESP) |

|                             |            |                                                                      |           |                                                                                          |
| 30 april 1997 20:30 (UTC+2) | San Marino | 0 – 6                                                                | Nederland | Olympisch Stadion, Serravalle Toeschouwers: 2.832 Scheidsrechter: Andreas Georgiou (CYP) |
| 30 april 1997 20:30 (UTC+2) |            | Bergkamp 40', 88' Winter 62' Hooijdonk 69' F. de Boer 73' Bosman 83' |           | Olympisch Stadion, Serravalle Toeschouwers: 2.832 Scheidsrechter: Andreas Georgiou (CYP) |

|                             |                |       |                        |                                                                                           |
| 30 april 1997 20:30 (UTC+2) | Turkije        | 1 – 3 | België                 | Ali Sami Yenstadion, Istanboel Toeschouwers: 21.350 Scheidsrechter: Bernd Heynemann (DUI) |
| 30 april 1997 20:30 (UTC+2) | Derelioğlu 35' |       | Oliveira 14', 32', 45' | Ali Sami Yenstadion, Istanboel Toeschouwers: 21.350 Scheidsrechter: Bernd Heynemann (DUI) |

|                           |                                                               |       |            |                                                                                          |
| 7 juni 1997 20:00 (UTC+2) | België                                                        | 6 – 0 | San Marino | Koning Boudewijnstadion, Brussel Toeschouwers: 24.000 Scheidsrechter: Pavlin Jirku (CZE) |
| 7 juni 1997 20:00 (UTC+2) | Staelens 15', 84' Van Meir 26' E.Mpenza 27', 45' Oliveira 33' |       |            | Koning Boudewijnstadion, Brussel Toeschouwers: 24.000 Scheidsrechter: Pavlin Jirku (CZE) |

|                                |                                            |       |                                                |                                                                                          |
| 20 augustus 1997 20:30 (UTC+3) | Turkije                                    | 6 – 4 | Wales                                          | Ali Sami Yenstadion, Istanboel Toeschouwers: 9.710 Scheidsrechter: Marek Kowalczyk (POL) |
| 20 augustus 1997 20:30 (UTC+3) | Şükür 5', 37', 77', 82' Akyüz 8' Çetin 61' |       | Blake 18' Savage 20' Saunders 31' Melville 52' | Ali Sami Yenstadion, Istanboel Toeschouwers: 9.710 Scheidsrechter: Marek Kowalczyk (POL) |

|                                |                                    |       |                     |                                                                                  |
| 6 september 1997 20:00 (UTC+2) | Nederland                          | 3 – 1 | België              | De Kuip, Rotterdam Toeschouwers: 48.000 Scheidsrechter: Kim Milton Nielsen (DEN) |
| 6 september 1997 20:00 (UTC+2) | Stam 32' Kluivert 54' Bergkamp 84' |       | Staelens 67' (pen.) | De Kuip, Rotterdam Toeschouwers: 48.000 Scheidsrechter: Kim Milton Nielsen (DEN) |

|                                 |            |                                                         |         |                                                                                       |
| 10 september 1997 20:30 (UTC+2) | San Marino | 0 – 5                                                   | Turkije | Olympisch Stadion, Serravalle Toeschouwers: 947 Scheidsrechter: Serhiy Tatulian (UKR) |
| 10 september 1997 20:30 (UTC+2) |            | Gobbi 27' (e.d.) Erdem 30', 81' Şükür 74' Mandirali 78' |         | Olympisch Stadion, Serravalle Toeschouwers: 947 Scheidsrechter: Serhiy Tatulian (UKR) |

|                               |           |       |         |                                                                                    |
| 11 oktober 1997 20:00 (UTC+2) | Nederland | 0 – 0 | Turkije | Amsterdam ArenA, Amsterdam Toeschouwers: 48.000 Scheidsrechter: Leif Sundell (SWE) |
| 11 oktober 1997 20:00 (UTC+2) |           |       |         | Amsterdam ArenA, Amsterdam Toeschouwers: 48.000 Scheidsrechter: Leif Sundell (SWE) |

|                               |                                              |       |                                |                                                                                                |
| 11 oktober 1997 20:00 (UTC+2) | België                                       | 3 – 2 | Wales                          | Koning Boudewijnstadion, Brussel Toeschouwers: 18.233 Scheidsrechter: Vítor Melo Pereira (POR) |
| 11 oktober 1997 20:00 (UTC+2) | Staelens 4' (pen.) Claessens 32' Wilmots 39' |       | Pembridge 53' (pen.) Giggs 66' | Koning Boudewijnstadion, Brussel Toeschouwers: 18.233 Scheidsrechter: Vítor Melo Pereira (POR) |

### Groep 8
Roemenië had een desastreus EK achter de rug (drie wedstrijden, drie nederlagen), maar wist zich toch makkelijk te plaatsen voor het WK. In een zwakke groep won het de eerste negen wedstrijden om in de laatste wedstrijd tegen Ierland vlak voor tijd een gelijkspel toe te staan. Grote man was nog steeds Gheorge Hagi, die na Barcelona vertrok naar de Turkse topclub Galatasaray, waar hij kon uitgroeien tot de grote man. Adrain Ilie was een van de weinige nieuwe spelers van Roemenië, was clubmaat van Hagi en was zijn beoogde opvolger. Ook de tweede man in de hiërarchie Gheorghe Popescu zou een seizoen later vertrekken bij Barcelona en de derde Roemeen van Galatasaray worden. 
Ierland had ook een verouderde selectie, maar deze was veel minder qua kwaliteit. Halverwege het nieuwe seizoen stond Ierland met dertien punten uit zeven wedstrijden gelijk met het modale Macedonië. Macedonië had opzien gebaard door met 1-11 van Liechtenstein te winnen (een nieuw Europees record), maar zou de laatste drie wedstrijden allemaal verliezen. Litouwen nam de rol van uitdager over en na een doelpuntloos gelijkspel in Dublin stonden Ierland en Litouwen gelijk, een overwinning van de Ieren in de return was nu noodzakelijk. Op het laatste moment werd de 37-jarige Tony Cascarino opgeroepen in het elftal en hij beschaamde het vertrouwen niet: twee goals en een 1-2 overwinning tot gevolg. Een gelijkspel tegen Roemenië volstond nu voor plaatsing voor de Play Offs en Cascarino zorgde opnieuw voor de gelijkmaker.
| Pos | Land          | Wed | Win | Gel | Ver | DV | DT | +/− | Pnt |
| --- | ------------- | --- | --- | --- | --- | -- | -- | --- | --- |
| 1   | Roemenië      | 10  | 9   | 1   | 0   | 37 | 4  | +33 | 28  |
| 2   | Ierland       | 10  | 5   | 3   | 2   | 22 | 8  | +14 | 18  |
| 3   | Litouwen      | 10  | 5   | 2   | 3   | 11 | 8  | +3  | 17  |
| 4   | Macedonië     | 10  | 4   | 1   | 5   | 22 | 18 | +4  | 13  |
| 5   | IJsland       | 10  | 2   | 3   | 5   | 11 | 16 | –5  | 9   |
| 6   | Liechtenstein | 10  | 0   | 0   | 10  | 3  | 52 | –49 | 0   |

|                             |                                                   |       |               |                                                                          |
| 24 april 1996 19:00 (UTC+2) | Macedonië                                         | 3 – 0 | Liechtenstein | Gradski, Skopje Toeschouwers: 11.500 Scheidsrechter: Loizos Loizou (CYP) |
| 24 april 1996 19:00 (UTC+2) | Milosevski 6' Babunski 49' (pen.) Zaharievski 78' |       |               | Gradski, Skopje Toeschouwers: 11.500 Scheidsrechter: Loizos Loizou (CYP) |

|                         |                   |       |            |                                                                                     |
| 1 juni 1996 19:00 (UTC) | IJsland           | 1 – 1 | Macedonië  | Laugardalsvöllur, Reykjavík Toeschouwers: 3.051 Scheidsrechter: Roelof Luinge (NED) |
| 1 juni 1996 19:00 (UTC) | A. Gudjónsson 63' |       | Memedi 60' | Laugardalsvöllur, Reykjavík Toeschouwers: 3.051 Scheidsrechter: Roelof Luinge (NED) |

|                                |                                     |       |          |                                                                             |
| 31 augustus 1996 20:00 (UTC+3) | Roemenië                            | 3 – 0 | Litouwen | Steaua, Boekarest Toeschouwers: 9.000 Scheidsrechter: Vasyl Melnychuk (UKR) |
| 31 augustus 1996 20:00 (UTC+3) | Moldovan 20' Petrescu 65' Gâlcă 77' |       |          | Steaua, Boekarest Toeschouwers: 9.000 Scheidsrechter: Vasyl Melnychuk (UKR) |

|                                |               |                                                 |         |                                                                                          |
| 31 augustus 1996 18:00 (UTC+2) | Liechtenstein | 0 – 5                                           | Ierland | Sportpark Eschen/Mauren, Eschen Toeschouwers: 3.900 Scheidsrechter: Sergei Shmolik (BLR) |
| 31 augustus 1996 18:00 (UTC+2) |               | Townsend 5' O'Neill 9' Quinn 12', 61' Harte 20' |         | Sportpark Eschen/Mauren, Eschen Toeschouwers: 3.900 Scheidsrechter: Sergei Shmolik (BLR) |

|                              |                                  |       |         |                                                                           |
| 5 oktober 1996 18:30 (UTC+3) | Litouwen                         | 2 – 0 | IJsland | Zalgiris, Vilnius Toeschouwers: 8.000 Scheidsrechter: Marnix Sandra (BEL) |
| 5 oktober 1996 18:30 (UTC+3) | Jankauskas 22' (pen.) Šlekys 74' |       |         | Zalgiris, Vilnius Toeschouwers: 8.000 Scheidsrechter: Marnix Sandra (BEL) |

|                            |         |                                                       |          |                                                                                       |
| 9 oktober 1996 19:00 (UTC) | IJsland | 0 – 4                                                 | Roemenië | Laugardalsvöllur, Reykjavík Toeschouwers: 3.064 Scheidsrechter: Claude Détruche (SUI) |
| 9 oktober 1996 19:00 (UTC) |         | D. Munteanu 21' Hagi 60' Gh. Popescu 75' Petrescu 81' |          | Laugardalsvöllur, Reykjavík Toeschouwers: 3.064 Scheidsrechter: Claude Détruche (SUI) |

|                              |                               |       |           |                                                                                    |
| 9 oktober 1996 19:30 (UTC+1) | Ierland                       | 3 – 0 | Macedonië | Lansdowne Road, Dublin Toeschouwers: 31.671 Scheidsrechter: Knud Erik Fisker (DEN) |
| 9 oktober 1996 19:30 (UTC+1) | McAteer 8' Cascarino 46', 70' |       |           | Lansdowne Road, Dublin Toeschouwers: 31.671 Scheidsrechter: Knud Erik Fisker (DEN) |

|                              |                               |       |               |                                                                             |
| 9 oktober 1996 18:30 (UTC+3) | Litouwen                      | 2 – 1 | Liechtenstein | Zalgiris, Vilnius Toeschouwers: 8.000 Scheidsrechter: Xaqani Memmedov (AZE) |
| 9 oktober 1996 18:30 (UTC+3) | Jankauskas 43' Narbekovas 55' |       | H.Zech 53'    | Zalgiris, Vilnius Toeschouwers: 8.000 Scheidsrechter: Xaqani Memmedov (AZE) |

|                               |                 |        | |                                                                                          |
| 9 november 1996 13:30 (UTC+1) | Liechtenstein   | 1 – 11 | Macedonië                                                                                                | Sportpark Eschen/Mauren, Eschen Toeschouwers: 2.700 Scheidsrechter: Haim Lipkovitz (ISR) |
| 9 november 1996 13:30 (UTC+1) | F. Schädler 78' |        | Glavevski 8', 12', 60' Hristov 23' Stojkovski 30', 43' T.Micevski 45', 49' Ćirić 53', 87' V.Micevski 90' | Sportpark Eschen/Mauren, Eschen Toeschouwers: 2.700 Scheidsrechter: Haim Lipkovitz (ISR) |

|                              |         |       |         |                                                                                      |
| 10 november 1996 15:00 (UTC) | Ierland | 0 – 0 | IJsland | Lansdowne Road, Dublin Toeschouwers: 32.620 Scheidsrechter: Stefan Ormandzhiev (BUL) |
| 10 november 1996 15:00 (UTC) |         |       |         | Lansdowne Road, Dublin Toeschouwers: 32.620 Scheidsrechter: Stefan Ormandzhiev (BUL) |

|                                |           |                              |          |                                                                           |
| 14 december 1996 13:00 (UTC+1) | Macedonië | 0 – 3                        | Roemenië | Gradski, Skopje Toeschouwers: 14.000 Scheidsrechter: Roger Philippi (LUX) |
| 14 december 1996 13:00 (UTC+1) |           | Popescu 36', 45', 90' (pen.) |          | Gradski, Skopje Toeschouwers: 14.000 Scheidsrechter: Roger Philippi (LUX) |

|                             |                                                                                 |       |               |                                                                           |
| 29 March 1997 18:00 (UTC+2) | Roemenië                                                                        | 8 – 0 | Liechtenstein | Steaua, Boekarest Toeschouwers: 3.000 Scheidsrechter: Romans Lajuks (LET) |
| 29 March 1997 18:00 (UTC+2) | V. Moldovan 10' Popescu 28', 30', 68', 88' Hagi 47' Petrescu 48' Craioveanu 71' |       |               | Steaua, Boekarest Toeschouwers: 3.000 Scheidsrechter: Romans Lajuks (LET) |

|                            |          |                 |          |                                                                             |
| 2 april 1997 18:30 (UTC+3) | Litouwen | 0 – 1           | Roemenië | Zalgiris, Vilnius Toeschouwers: 7.000 Scheidsrechter: Edgar Steinborn (DUI) |
| 2 april 1997 18:30 (UTC+3) |          | V. Moldovan 73' |          | Zalgiris, Vilnius Toeschouwers: 7.000 Scheidsrechter: Edgar Steinborn (DUI) |

|                            |                                        |       |                         |                                                                                |
| 2 april 1997 17:00 (UTC+2) | Macedonië                              | 3 – 2 | Ierland                 | Gradski, Skopje Toeschouwers: 11.000 Scheidsrechter: Alfredo Trentalange (ITA) |
| 2 april 1997 17:00 (UTC+2) | Stojkovski 28', 44' (pen.) Hristov 59' |       | McLoughlin 8' Kelly 78' | Gradski, Skopje Toeschouwers: 11.000 Scheidsrechter: Alfredo Trentalange (ITA) |

|                             |            |       |         |                                                                                  |
| 30 april 1997 20:00 (UTC+3) | Roemenië   | 1 – 0 | Ierland | Ghencea, Boekarest Toeschouwers: 18.000 Scheidsrechter: Mario van der Ende (NED) |
| 30 april 1997 20:00 (UTC+3) | A.Ilie 33' |       |         | Ghencea, Boekarest Toeschouwers: 18.000 Scheidsrechter: Mario van der Ende (NED) |

|                             |               |                                |          |                                                                                      |
| 30 april 1997 17:00 (UTC+2) | Liechtenstein | 0 – 2                          | Litouwen | Sportpark Eschen/Mauren, Eschen Toeschouwers: 812 Scheidsrechter: Bujar Pregja (ALB) |
| 30 april 1997 17:00 (UTC+2) |               | Jankauskas 66' Ražanauskas 89' |          | Sportpark Eschen/Mauren, Eschen Toeschouwers: 812 Scheidsrechter: Bujar Pregja (ALB) |

|                           |                                           |       |               |                                                                                  |
| 21 mei 1997 19:30 (UTC+1) | Ierland                                   | 5 – 0 | Liechtenstein | Lansdowne Road, Dublin Toeschouwers: 33.200 Scheidsrechter: Andrei Butenko (RUS) |
| 21 mei 1997 19:30 (UTC+1) | Connolly 28', 34', 41' Cascarino 61', 80' |       |               | Lansdowne Road, Dublin Toeschouwers: 33.200 Scheidsrechter: Andrei Butenko (RUS) |

|                           |             |       |         |                                                                       |
| 7 juni 1997 20:00 (UTC+2) | Macedonië   | 1 – 0 | IJsland | Gradski, Skopje Toeschouwers: 10.000 Scheidsrechter: Vadim Zhuk (BLR) |
| 7 juni 1997 20:00 (UTC+2) | Hristov 54' |       |         | Gradski, Skopje Toeschouwers: 10.000 Scheidsrechter: Vadim Zhuk (BLR) |

|                          |         |       |          |                                                                                     |
| 11 juni 1997 15:00 (UTC) | IJsland | 0 – 0 | Litouwen | Laugardalsvöllur, Reykjavík Toeschouwers: 4.025 Scheidsrechter: Leslie Irvine (NIR) |
| 11 juni 1997 15:00 (UTC) |         |       |          | Laugardalsvöllur, Reykjavík Toeschouwers: 4.025 Scheidsrechter: Leslie Irvine (NIR) |

|                                |                                               |       |                 |                                                                           |
| 20 augustus 1997 20:45 (UTC+3) | Roemenië                                      | 4 – 2 | Macedonië       | Ghencea, Boekarest Toeschouwers: 12.000 Scheidsrechter: Metin Tokat (TUR) |
| 20 augustus 1997 20:45 (UTC+3) | V. Moldovan 36', 68' Gâlcă 40' Dumitrescu 66' |       | Djokic 52', 90' | Ghencea, Boekarest Toeschouwers: 12.000 Scheidsrechter: Metin Tokat (TUR) |

|                                |         |       |          |                                                                                          |
| 20 augustus 1997 19:30 (UTC+1) | Ierland | 0 – 0 | Litouwen | Lansdowne Road, Dublin Toeschouwers: 32.620 Scheidsrechter: Jorge Monteiro Coroado (POR) |
| 20 augustus 1997 19:30 (UTC+1) |         |       |          | Lansdowne Road, Dublin Toeschouwers: 32.620 Scheidsrechter: Jorge Monteiro Coroado (POR) |

|                                |               |                                                                  |         |                                                                                          |
| 20 augustus 1997 17:30 (UTC+2) | Liechtenstein | 0 – 4                                                            | IJsland | Sportpark Eschen/Mauren, Eschen Toeschouwers: 1.651 Scheidsrechter: Oleg Timofejev (EST) |
| 20 augustus 1997 17:30 (UTC+2) |               | Daníelsson 28' Gunnarsson 40' Sg. Jónsson 62' T. Gudmundsson 63' |         | Sportpark Eschen/Mauren, Eschen Toeschouwers: 1.651 Scheidsrechter: Oleg Timofejev (EST) |

|                                |               |       |                                                                                  |                                                                                           |
| 6 september 1997 15:30 (UTC+2) | Liechtenstein | 1 – 8 | Roemenië                                                                         | Sportpark Eschen/Mauren, Eschen Toeschouwers: 5.100 Scheidsrechter: Alfred Micallef (MLT) |
| 6 september 1997 15:30 (UTC+2) | M.Frick 62'   |       | V. Moldovan 5' Craioveanu 10', 32' Doboş 35' D. Munteanu 43', 45', 67' Barbu 53' | Sportpark Eschen/Mauren, Eschen Toeschouwers: 5.100 Scheidsrechter: Alfred Micallef (MLT) |

|                              |                                     |       |                                         |                                                                                    |
| 6 september 1997 14:00 (UTC) | IJsland                             | 2 – 4 | Ierland                                 | Laugardalsvöllur, Reykjavík Toeschouwers: 3.981 Scheidsrechter: Ante Kulusic (CRO) |
| 6 september 1997 14:00 (UTC) | B. Gunnarsson 45' H. Sigurdsson 47' |       | Connolly 13' Keane 55', 65' Kennedy 79' | Laugardalsvöllur, Reykjavík Toeschouwers: 3.981 Scheidsrechter: Ante Kulusic (CRO) |

|                                |                                |       |           |                                                                             |
| 6 september 1997 18:30 (UTC+3) | Litouwen                       | 2 – 0 | Macedonië | Zalgiris, Vilnius Toeschouwers: 6.000 Scheidsrechter: Lucílio Batista (POR) |
| 6 september 1997 18:30 (UTC+3) | Ivanauskas 27' Preikšaitis 88' |       |           | Zalgiris, Vilnius Toeschouwers: 6.000 Scheidsrechter: Lucílio Batista (POR) |

|                                 |                                     |       |         |                                                                            |
| 10 september 1997 19:30 (UTC+3) | Roemenië                            | 4 – 0 | IJsland | Ghencea, Boekarest Toeschouwers: 5.256 Scheidsrechter: David Elleray (ENG) |
| 10 september 1997 19:30 (UTC+3) | Hagi 9', 82' Petrescu 41' Gâlcă 65' |       |         | Ghencea, Boekarest Toeschouwers: 5.256 Scheidsrechter: David Elleray (ENG) |

|                                 |            |       |                    |                                                                           |
| 10 september 1997 21:00 (UTC+3) | Litouwen   | 1 – 2 | Ierland            | Zalgiris, Vilnius Toeschouwers: 7.000 Scheidsrechter: Giorgos Bikas (GRE) |
| 10 september 1997 21:00 (UTC+3) | Žiukas 51' |       | Cascarino 17', 72' | Zalgiris, Vilnius Toeschouwers: 7.000 Scheidsrechter: Giorgos Bikas (GRE) |

|                               |               |       |          |                                                                                   |
| 11 oktober 1997 15:00 (UTC+1) | Ierland       | 1 – 1 | Roemenië | Lansdowne Road, Dublin Toeschouwers: 34.500 Scheidsrechter: Nikolai Levnikov(RUS) |
| 11 oktober 1997 15:00 (UTC+1) | Cascarino 83' |       | Hagi 53' | Lansdowne Road, Dublin Toeschouwers: 34.500 Scheidsrechter: Nikolai Levnikov(RUS) |

|                               |            |       |                  |                                                                         |
| 11 oktober 1997 16:00 (UTC+2) | Macedonië  | 1 – 2 | Litouwen         | Gradski, Skopje Toeschouwers: 4.000 Scheidsrechter: Miroslav Liba (CZE) |
| 11 oktober 1997 16:00 (UTC+2) | Sakiri 45' |       | Buitkus 70', 81' | Gradski, Skopje Toeschouwers: 4.000 Scheidsrechter: Miroslav Liba (CZE) |

|                             |                                                                           |       |               |                                                                                  |
| 11 oktober 1997 14:00 (UTC) | IJsland                                                                   | 4 – 0 | Liechtenstein | Laugardalsvollur, Reykjavík Toeschouwers: 550 Scheidsrechter: Alan Howells (WAL) |
| 11 oktober 1997 14:00 (UTC) | Th. Gudjonsson 58' T. Gudmundsson 60' A. Gudjónsson 66' B. Gudjónsson 73' |       |               | Laugardalsvollur, Reykjavík Toeschouwers: 550 Scheidsrechter: Alan Howells (WAL) |

### Groep 9
Het EK 1996 was een saai kampioenschap en het was ook geen verrassing dat het meest degelijke team het toernooi won: Duitsland. Het team was echter behoorlijk verouderd, de kern van het team was ook al wereldkampioen geworden  in 1990 en alleen Oliver Bierhoff brak echt door. Twee uitblinkers van het EK-team Matthias Sammer en Dieter Eilts vielen tijdens de kwalificatie uit door chronisch blessureleed en de ooit zo gevaarlijke Jürgen Klinsmann scoorde slechts twee doelpunten in deze kwalificatie (allebei de doelpunten tegen Armenië thuis), al was hij nog steeds van waarde vanwege zijn harde werken. Ook opvallend was dat Duitsland slechts in de eerste twee wedstrijden in de eerste helft scoorde. Drie doelpunten in tien speelronden was erg karig, echter het terugkomen van achterstanden was een typische Duitse deugd. Concurrentie was aanwezig van Portugal, dat goed speelde op het EK, maar te snel was uitgeschakeld en van Oekraïne, waar de oude coach Lobanovsky van Dinamo Kiev voor de derde keer in successie een topelftal smeedde en in Serhij Rebrov en vooral Andrij Sjevtsjenko twee jonge topspitsen in bezit had. 
Portugal liep al snel averij op, 0-0 tegen Armenië en een 2-1 nederlaag tegen Oekraïne, waarbij doelman Vitor Baia opzichtig blunderde bij het eerste doelpunt. De keiharde verdediger Fernando Couto zorgde met zijn doelpunt in de return, dat de Portugezen niet verder averij opliepen. Duitsland liep ook al onnodig puntverlies op door met 1-1 gelijk te spelen tegen Noord-Ierland en in december speelde Duitsland in een gelijkopgaande wedstrijd met 0-0 gelijk tegen de Portugezen.  Op dat moment leed Portugal de groep met acht punten uit vijf wedstrijden, maar Oekraïne en Duitsland stonden er optisch beter voor (respectievelijk zes en vijf punten uit drie wedstrijden). 
Duitsland speelde vervolgens een merkwaardige wedstrijd tegen Albanië, 2-3 in Tirana met een glaszuivere hattrick van Ulf Kirsten en twee benutte strafschoppen van de Albanezen. In de wedstrijden tegen Oekraïne deed de ploeg goede zaken: 2-0 in Bremen door doelpunten in de tweede helft van Bierhoff en Mario Basler en 0-0 in Kiev, opnieuw een gelijkopgaande strijd, waar Rebrov namens Oekraïne op de paal schoot. Omdat zowel Portugal en Oekraïne slordige punten lieten liggen tegen respectievelijk Noord-Ierland en Armenië stond Duitsland voor het nieuwe voetbalseizoen er uitstekend voor: Oekraïne leed met veertien punten uit acht wedstrijden, maar Duitsland stond er optisch beter voor met twaalf uit zes, Portugal had evenveel punten, maar één wedstrijd meer gespeeld. 
In de laatste vier wedstrijden werd het Duitse gemoed nog behoorlijk op de proef gesteld. Noord-Ierland nam in Belfast een 1-0 voorsprong, maar een hattrick van opnieuw een invaller, Olivier Bierhoff, zorgde voor de ommekeer, tussen de 72e en 78e minuut scoorde de doelpuntenmachine, drie keer op aangeven van Thomas Häßler. De kraker tegen Portugal in Berlijn was met name voor de Portugezen belangrijk, ze moesten winnen om nog kans te hebben. Duitsland kreeg de beste kansen, maar wist niet te scoren. Barbosa scoorde echter wel tegen in de 70e minuut, maar de Portugezen vergaten de score uit te bouwen. Toen ging de Portugese spelmaker Rui Costa ernstig in de fout: hij werd gewisseld en liep langzaam van het veld. De scheidsrechter gaf een gele kaart en toen dat niet hielp zelfs de rode kaart. Duitsers kunnen zo'n numerieke evenwicht altijd goed uitbouwen en Ulf Kirsten redde andermaal zijn land: 1-1. Portugal was nu praktisch uitgeschakeld en de gouden generatie, die in 1991 wereldkampioen bij de jeugd werd moest nog vier jaar wachten op WK-deelname. Duitsland had nu vier punten nodig om boven Oekraïne uit te komen, met thuiswedstrijden tegen Armenië en Albanië een gemakkelijke opgave. Armenië werd in de tweede helft met 4-0 terzijde geschoven en een gelijkspel tegen Albanië was nu genoeg. Terwijl Oekraïne met 0-2 voor stond (en bleef) tegen Armenië, kwam Duitsland op achterstand door een eigen doelpunt van Jürgen Kohler. Er ontstond een merkwaardig score-verloop, Duitsland kwam met 2-1 voor, maar tot twee keer toe wisten de Albanezen terug te komen. Uiteindelijk scoorde Oliver Bierhoff in de laatste minuut de beslissende 4-3. Duitsland had het zoals altijd gered, maar zelden was de kwalificatie zo'n zware opgave geweest.
| Pos | Land          | Wed | Win | Gel | Ver | DV | DT | +/− | Pnt |
| --- | ------------- | --- | --- | --- | --- | -- | -- | --- | --- |
| 1   | Duitsland     | 10  | 6   | 4   | 0   | 23 | 9  | +14 | 22  |
| 2   | Oekraïne      | 10  | 6   | 2   | 2   | 10 | 6  | +4  | 20  |
| 3   | Portugal      | 10  | 5   | 4   | 1   | 12 | 4  | +8  | 19  |
| 4   | Armenië       | 10  | 1   | 5   | 4   | 8  | 17 | –9  | 8   |
| 5   | Noord-Ierland | 10  | 1   | 4   | 5   | 6  | 10 | –4  | 7   |
| 6   | Albanië       | 10  | 1   | 1   | 8   | 7  | 20 | –13 | 4   |

|                                |               |            |          |                                                                            |
| 31 augustus 1996 15:00 (UTC+1) | Noord-Ierland | 0 – 1      | Oekraïne | Windsor Park, Belfast Toeschouwers: 9.358 Scheidsrechter: Alain Sars (FRA) |
| 31 augustus 1996 15:00 (UTC+1) |               | Rebrov 79' |          | Windsor Park, Belfast Toeschouwers: 9.358 Scheidsrechter: Alain Sars (FRA) |

|                                |         |       |          |                                                                         |
| 31 augustus 1996 20:30 (UTC+4) | Armenië | 0 – 0 | Portugal | Hrazdan, Jerevan Toeschouwers: 6.015 Scheidsrechter: Karol Ihring (SVK) |
| 31 augustus 1996 20:30 (UTC+4) |         |       |          | Hrazdan, Jerevan Toeschouwers: 6.015 Scheidsrechter: Karol Ihring (SVK) |

|                              |                       |       |                   |                                                                                     |
| 5 oktober 1996 20:00 (UTC+3) | Oekraïne              | 2 – 1 | Portugal          | NSK Olimpiejsky, Kiev Toeschouwers: 51.385 Scheidsrechter: Kim Milton Nielsen (DEN) |
| 5 oktober 1996 20:00 (UTC+3) | Popov 4' Maksymov 88' |       | João V. Pinto 83' | NSK Olimpiejsky, Kiev Toeschouwers: 51.385 Scheidsrechter: Kim Milton Nielsen (DEN) |

|                              |               |       |                |                                                                                  |
| 5 oktober 1996 15:00 (UTC+1) | Noord-Ierland | 1 – 1 | Armenië        | Windsor Park, Belfast Toeschouwers: 8.357 Scheidsrechter: Krsto Danilovski (MKD) |
| 5 oktober 1996 15:00 (UTC+1) | Lennon 29'    |       | Assadourian 8' | Windsor Park, Belfast Toeschouwers: 8.357 Scheidsrechter: Krsto Danilovski (MKD) |

|                              |               |       |                                                   |                                                                               |
| 9 oktober 1996 20:00 (UTC+4) | Armenië       | 1 – 5 | Duitsland                                         | Hrazdan, Jerevan Toeschouwers: 42.000 Scheidsrechter: Pierluigi Collina (ITA) |
| 9 oktober 1996 20:00 (UTC+4) | Mikaelyan 85' |       | Häßler 20', 39' Klinsmann 26' Bobić 69' Kuntz 81' | Hrazdan, Jerevan Toeschouwers: 42.000 Scheidsrechter: Pierluigi Collina (ITA) |

|                              |         |                                   |          |                                                                                   |
| 9 oktober 1996 20:00 (UTC+2) | Albanië | 0 – 3                             | Portugal | Qemal Stafastadion, Tirana Toeschouwers: 16.000 Scheidsrechter: Oguz Sarvan (TUR) |
| 9 oktober 1996 20:00 (UTC+2) |         | Figo 10' Hélder 75' Rui Costa 88' |          | Qemal Stafastadion, Tirana Toeschouwers: 16.000 Scheidsrechter: Oguz Sarvan (TUR) |

|                               |            |       |               |                                                                                   |
| 9 november 1996 17:30 (UTC+1) | Duitsland  | 1 – 1 | Noord-Ierland | Frankenstadion, Neurenberg Toeschouwers: 40.718 Scheidsrechter: Ahmet Çakar (TUR) |
| 9 november 1996 17:30 (UTC+1) | Möller 40' |       | Taggart 38'   | Frankenstadion, Neurenberg Toeschouwers: 40.718 Scheidsrechter: Ahmet Çakar (TUR) |

|                             |                    |       |          |                                                                                  |
| 9 november 1996 20:45 (UTC) | Portugal           | 1 – 0 | Oekraïne | Estádio das Antas, Porto Toeschouwers: 19.106 Scheidsrechter: Leif Sundell (SWE) |
| 9 november 1996 20:45 (UTC) | Fernando Couto 58' |       |          | Estádio das Antas, Porto Toeschouwers: 19.106 Scheidsrechter: Leif Sundell (SWE) |

|                               |               |       |                   |                                                                                     |
| 9 november 1996 14:00 (UTC+2) | Albanië       | 1 – 1 | Armenië           | Qemal Stafastadion, Tirana Toeschouwers: 7.000 Scheidsrechter: Fritz Stuchlik (AUT) |
| 9 november 1996 14:00 (UTC+2) | Franholli 57' |       | Ter-Petrosyan 90' | Qemal Stafastadion, Tirana Toeschouwers: 7.000 Scheidsrechter: Fritz Stuchlik (AUT) |

|                              |          |       |           |                                                                                 |
| 14 december 1996 20:45 (UTC) | Portugal | 0 – 0 | Duitsland | Estádio da Luz, Lissabon Toeschouwers: 50.000 Scheidsrechter: Sándor Puhl (HUN) |
| 14 december 1996 20:45 (UTC) |          |       |           | Estádio da Luz, Lissabon Toeschouwers: 50.000 Scheidsrechter: Sándor Puhl (HUN) |

|                              |                |       |         |                                                                                  |
| 14 december 1996 15:00 (UTC) | Noord-Ierland  | 2 – 0 | Albanië | Windsor Park, Belfast Toeschouwers: 7.935 Scheidsrechter: Andreas Georgiou (CYP) |
| 14 december 1996 15:00 (UTC) | Dowie 12', 21' |       |         | Windsor Park, Belfast Toeschouwers: 7.935 Scheidsrechter: Andreas Georgiou (CYP) |

|                             |         |            |          | |
| 29 maart 1997 18:00 (UTC+1) | Albanië | 0 – 1      | Oekraïne | Estadio Nuevo Los Cármenes, Granada (Spanje) Toeschouwers: 1.200 Scheidsrechter: John McDermott (IER) |
| 29 maart 1997 18:00 (UTC+1) |         | Rebrov 40' |          | Estadio Nuevo Los Cármenes, Granada (Spanje) Toeschouwers: 1.200 Scheidsrechter: John McDermott (IER) |

|                           |               |       |          |                                                                                 |
| 29 maart 1997 15:00 (UTC) | Noord-Ierland | 0 – 0 | Portugal | Windsor Park, Belfast Toeschouwers: 9.400 Scheidsrechter: Graziano Cesari (ITA) |
| 29 maart 1997 15:00 (UTC) |               |       |          | Windsor Park, Belfast Toeschouwers: 9.400 Scheidsrechter: Graziano Cesari (ITA) |

|                            |                        |       |                       | |
| 2 april 1997 19:30 (UTC+2) | Albanië                | 2 – 3 | Duitsland             | Estadio Nuevo Los Cármenes, Granada (Spanje) Toeschouwers: 9.780 Scheidsrechter: Michel Piraux (BEL) |
| 2 april 1997 19:30 (UTC+2) | Kola 61', 90+2' (pen.) |       | Kirsten 63', 80', 83' | Estadio Nuevo Los Cármenes, Granada (Spanje) Toeschouwers: 9.780 Scheidsrechter: Michel Piraux (BEL) |

|                            |                             |       |                  |                                                                                |
| 2 april 1997 19:30 (UTC+3) | Oekraïne                    | 2 – 1 | Noord-Ierland    | NSK Olimpiejsky, Kiev Toeschouwers: 85.000 Scheidsrechter: Václav Krondl (CZE) |
| 2 april 1997 19:30 (UTC+3) | Kosovsky 3' Sjevtsjenko 70' |       | Dowie 14' (pen.) | NSK Olimpiejsky, Kiev Toeschouwers: 85.000 Scheidsrechter: Václav Krondl (CZE) |

|                             |                         |       |          |                                                                              |
| 30 april 1997 19:30 (UTC+2) | Duitsland               | 2 – 0 | Oekraïne | Weserstadion, Bremen Toeschouwers: 33.242 Scheidsrechter: Anders Frisk (SWE) |
| 30 april 1997 19:30 (UTC+2) | Bierhoff 62' Basler 71' |       |          | Weserstadion, Bremen Toeschouwers: 33.242 Scheidsrechter: Anders Frisk (SWE) |

|                             |         |       |               |                                                                              |
| 30 april 1997 17:00 (UTC+4) | Armenië | 0 – 0 | Noord-Ierland | Hrazdan, Jerevan Toeschouwers: 5.000 Scheidsrechter: Karl-Erik Nilsson (SWE) |
| 30 april 1997 17:00 (UTC+4) |         |       |               | Hrazdan, Jerevan Toeschouwers: 5.000 Scheidsrechter: Karl-Erik Nilsson (SWE) |

|                          |                |       |               |                                                                                |
| 7 mei 1997 19:00 (UTC+3) | Oekraïne       | 1 – 1 | Armenië       | NSK Olimpiejsky, Kiev Toeschouwers: 47.000 Scheidsrechter: Atanas Uzunov (BUL) |
| 7 mei 1997 19:00 (UTC+3) | Sjevtsjenko 6' |       | Petrosyan 77' | NSK Olimpiejsky, Kiev Toeschouwers: 47.000 Scheidsrechter: Atanas Uzunov (BUL) |

|                           |          |       |           |                                                                                |
| 7 juni 1997 19:00 (UTC+3) | Oekraïne | 0 – 0 | Duitsland | NSK Olimpiejsky, Kiev Toeschouwers: 63.000 Scheidsrechter: László Vágner (HUN) |
| 7 juni 1997 19:00 (UTC+3) |          |       |           | NSK Olimpiejsky, Kiev Toeschouwers: 63.000 Scheidsrechter: László Vágner (HUN) |

|                           |                            |       |         |                                                                                 |
| 7 juni 1997 21:30 (UTC+1) | Portugal                   | 2 – 0 | Albanië | Estadio das Antas, Porto Toeschouwers: 14.000 Scheidsrechter: Terje Hauge (NOR) |
| 7 juni 1997 21:30 (UTC+1) | João V. Pinto 14' Figo 70' |       |         | Estadio das Antas, Porto Toeschouwers: 14.000 Scheidsrechter: Terje Hauge (NOR) |

|                                |               |       |                        |                                                                                           |
| 20 augustus 1997 19:30 (UTC+1) | Noord-Ierland | 1 – 3 | Duitsland              | Windsor Park, Belfast Toeschouwers: 12.037 Scheidsrechter: José María García-Aranda (ESP) |
| 20 augustus 1997 19:30 (UTC+1) | Hughes 59'    |       | Bierhoff 72', 77', 78' | Windsor Park, Belfast Toeschouwers: 12.037 Scheidsrechter: José María García-Aranda (ESP) |

|                                |            |       |         |                                                                               |
| 20 augustus 1997 19:00 (UTC+3) | Oekraïne   | 1 – 0 | Albanië | NSK Olimpiejsky, Kiev Toeschouwers: 38.000 Scheidsrechter: Ľuboš Micheľ (SVK) |
| 20 augustus 1997 19:00 (UTC+3) | Rebrov 86' |       |         | NSK Olimpiejsky, Kiev Toeschouwers: 38.000 Scheidsrechter: Ľuboš Micheľ (SVK) |

|                              |                                         |       |                 |                                                                                   |
| 20 augustus 1997 21:30 (UTC) | Portugal                                | 3 – 1 | Armenië         | Estádio do Bonfim, Setúbal Toeschouwers: 16.000 Scheidsrechter: Marcel Lica (ROM) |
| 20 augustus 1997 21:30 (UTC) | Domingos 23' Figo 31' Pedro Barbosa 55' |       | Assadourian 46' | Estádio do Bonfim, Setúbal Toeschouwers: 16.000 Scheidsrechter: Marcel Lica (ROM) |

|                                |             |       |             |                                                                               |
| 6 september 1997 20:00 (UTC+2) | Duitsland   | 1 – 1 | Portugal    | Olympiastadion, Berlijn Toeschouwers: 75.841 Scheidsrechter: Marc Batta (FRA) |
| 6 september 1997 20:00 (UTC+2) | Kirsten 80' |       | Barbosa 70' | Olympiastadion, Berlijn Toeschouwers: 75.841 Scheidsrechter: Marc Batta (FRA) |

|                                |                                                  |       |         |                                                                             |
| 6 september 1997 17:00 (UTC+2) | Armenië                                          | 3 – 0 | Albanië | Hrazdan, Jerevan Toeschouwers: 5.000 Scheidsrechter: Miroslav Radoman (YUG) |
| 6 september 1997 17:00 (UTC+2) | Vardanyan 56' Assadourian 81' Avalyan 87' (pen.) |       |         | Hrazdan, Jerevan Toeschouwers: 5.000 Scheidsrechter: Miroslav Radoman (YUG) |

|                                 |                                             |       |         |                                                                                       |
| 10 september 1997 19:30 (UTC+2) | Duitsland                                   | 4 – 0 | Armenië | Westfalenstadion, Dortmund Toeschouwers: 43.000 Scheidsrechter: Peter Mikkelsen (DEN) |
| 10 september 1997 19:30 (UTC+2) | Klinsmann 70', 84' Häßler 85' Kirsten 90+1' |       |         | Westfalenstadion, Dortmund Toeschouwers: 43.000 Scheidsrechter: Peter Mikkelsen (DEN) |

|                                 |           |       |               |                                                                                         |
| 10 september 1997 17:00 (UTC+2) | Albanië   | 1 – 0 | Noord-Ierland | Hardturm, Zürich (Zwitserland) Toeschouwers: 2.650 Scheidsrechter: Roger Philippi (LUX) |
| 10 september 1997 17:00 (UTC+2) | Haxhi 65' |       |               | Hardturm, Zürich (Zwitserland) Toeschouwers: 2.650 Scheidsrechter: Roger Philippi (LUX) |

|                               |                                            |       |                                     |                                                                                        |
| 11 oktober 1997 18:30 (UTC+2) | Duitsland                                  | 4 – 3 | Albanië                             | Niedersachsenstadion, Hanover Toeschouwers: 44.522 Scheidsrechter: Rune Pedersen (NOR) |
| 11 oktober 1997 18:30 (UTC+2) | Helmer 64' Bierhoff 78', 90' Marschall 85' |       | Kohler 55' (e.d.) Tare 80' Vata 87' | Niedersachsenstadion, Hanover Toeschouwers: 44.522 Scheidsrechter: Rune Pedersen (NOR) |

|                               |         |                              |          |                                                                             |
| 11 oktober 1997 20:30 (UTC+4) | Armenië | 0 – 2                        | Oekraïne | Hrazdan, Jerevan Toeschouwers: 7.500 Scheidsrechter: Manuel Díaz Vega (ESP) |
| 11 oktober 1997 20:30 (UTC+4) |         | Sjevtsjenko 33' Maksymov 54' |          | Hrazdan, Jerevan Toeschouwers: 7.500 Scheidsrechter: Manuel Díaz Vega (ESP) |

|                               |               |       |               |                                                                                     |
| 11 oktober 1997 17:30 (UTC+1) | Portugal      | 1 – 0 | Noord-Ierland | Estádio da Luz, Lissabon Toeschouwers: 31.847 Scheidsrechter: Peter Mikkelsen (DEN) |
| 11 oktober 1997 17:30 (UTC+1) | Conceição 18' |       |               | Estádio da Luz, Lissabon Toeschouwers: 31.847 Scheidsrechter: Peter Mikkelsen (DEN) |

### Ranking nummers 2
| Pos | Land        | Wed | Win | Gel | Ver | DV | DT | +/− | Pnt |
| --- | ----------- | --- | --- | --- | --- | -- | -- | --- | --- |
| 1.  | Schotland   | 6   | 4   | 1   | 1   | 8  | 2  | +6  | 13  |
| 2.  | Italië      | 6   | 3   | 3   | 0   | 5  | 0  | +5  | 12  |
| 3.  | België      | 6   | 4   | 0   | 2   | 11 | 11 | 0   | 12  |
| 4.  | Rusland     | 6   | 3   | 2   | 1   | 12 | 5  | +7  | 11  |
| 5.  | Kroatië     | 6   | 3   | 2   | 1   | 11 | 8  | +3  | 11  |
| 6.  | Joegoslavië | 6   | 3   | 2   | 1   | 7  | 5  | +2  | 11  |
| 7.  | Ierland     | 6   | 2   | 2   | 2   | 8  | 6  | +2  | 8   |
| 8.  | Oekraïne    | 6   | 2   | 2   | 2   | 5  | 5  | 0   | 8   |
| 9.  | Hongarije   | 6   | 1   | 3   | 2   | 4  | 7  | –3  | 6   |

## Play-offs
| Pot 1                              | Pot 2                             |
| ---------------------------------- | --------------------------------- |
| Kroatië Italië Ierland Joegoslavië | Oekraïne Rusland België Hongarije |

|                               |                       |       |          |                                                                               |
| 29 oktober 1997 18:00 (UTC+2) | Kroatië               | 2 – 0 | Oekraïne | Maksimirstadion, Zagreb Toeschouwers: 28.000 Scheidsrechter: Alain Sars (FRA) |
| 29 oktober 1997 18:00 (UTC+2) | Bilić 11' Vlaović 49' |       |          | Maksimirstadion, Zagreb Toeschouwers: 28.000 Scheidsrechter: Alain Sars (FRA) |

|                                |                |                    |            |                                                                                |
| 15 november 1997 19:00 (UTC+2) | Oekraïne       | 1 – 1 (1 – 3 agg.) | Kroatië    | NSK Olimpiejsky, Kiev Toeschouwers: 77.500 Scheidsrechter: Rune Pedersen (NOR) |
| 15 november 1997 19:00 (UTC+2) | Sjevtsjenko 5' |                    | Bokšić 27' | NSK Olimpiejsky, Kiev Toeschouwers: 77.500 Scheidsrechter: Rune Pedersen (NOR) |

Kroatië zorgde voor een comfortabele 2-0 voorsprong in de thuiswedstrijd tegen Oekraïne. Verdediger Slaven Bilić en aanvaller Goran Vlaović zorgden voor de doelpunten en Oekraïne had weinig op het veld te vertellen. In de return kreeg Kroatië het nog benauwd, Oekraïne moest tegen hun natuur aanvallen, maar had al na vijf minuten succes via "wonderboy" Andrij Sjevtsjenko. Kroatië wankelde, er werd een Oekraïens doelpunt afgekeurd, maar de ploeg werd gered door een inschattingsfout van doelman Alexandr Shovkovski, waarvan Alen Bokšić profiteerde. Oekraïne moest nu drie doelpunten maken in de tweede helft en dat was te veel gevraagd.
Kroatië gekwalificeerd voor het hoofdtoernooi.
|                               |                      |       |           |                                                                                  |
| 29 oktober 1997 20:30 (UTC+3) | Rusland              | 1 – 1 | Italië    | Dinamostadion, Moskou Toeschouwers: 15.000 Scheidsrechter: Peter Mikkelsen (DEN) |
| 29 oktober 1997 20:30 (UTC+3) | Cannavaro 52' (e.d.) |       | Vieri 49' | Dinamostadion, Moskou Toeschouwers: 15.000 Scheidsrechter: Peter Mikkelsen (DEN) |

|                                |               |                    |         |                                                                                        |
| 15 november 1997 20:45 (UTC+1) | Italië        | 1 – 0 (2 – 1 agg.) | Rusland | Stadio San Paolo, Napels Toeschouwers: 69.207 Scheidsrechter: Serge Muhmenthaler (SUI) |
| 15 november 1997 20:45 (UTC+1) | Casiraghi 53' |                    |         | Stadio San Paolo, Napels Toeschouwers: 69.207 Scheidsrechter: Serge Muhmenthaler (SUI) |

Het sneeuwde behoorlijk in Moskou, waardoor normaal voetbal niet mogelijk was in de eerste wedstrijd tussen Rusland en Italië, de ploegen speelden zelfs met een rode bal. De doelpunten vielen vlak na rust: Christian Vieri profiteerde van moeizaam Russisch verdedigen door de moeilijke omstandigheden en door dezelfde reden maakte Fabio Cannavaro een eigen doelpunt. In de return bleef het lang spannend, maar na het winnende doelpunt van Pierluigi Casiraghi  in de 52e minuut kwam de Italiaanse zege niet meer in gevaar.
Italië gekwalificeerd voor het hoofdtoernooi.
|                               |           |       |                                                                         |                                                                                                 |
| 29 oktober 1997 20:00 (UTC+1) | Hongarije | 1 – 7 | Joegoslavië                                                             | Stadion Albert Flórián, Boedapest Toeschouwers: 13.175 Scheidsrechter: Vítor Melo Pereira (POR) |
| 29 oktober 1997 20:00 (UTC+1) | Illés 88' |       | Brnović 2' Đukić 6' Savićević 10' Mijatović 26', 41', 51' Milošević 63' | Stadion Albert Flórián, Boedapest Toeschouwers: 13.175 Scheidsrechter: Vítor Melo Pereira (POR) |

|                                |                                                   |                     |           |                                                                                        |
| 15 november 1997 17:00 (UTC+1) | Joegoslavië                                       | 5 – 0 (12 – 1 agg.) | Hongarije | Stadion Crvena Zvezda, Belgrado Toeschouwers: 48.498 Scheidsrechter: Metin Tokat (TUR) |
| 15 november 1997 17:00 (UTC+1) | Milošević 18' Mijatović 44', 45' (pen.), 71', 88' |                     |           | Stadion Crvena Zvezda, Belgrado Toeschouwers: 48.498 Scheidsrechter: Metin Tokat (TUR) |

Hongarije had zich per toeval geplaatst voor de Play-offs en dat bleek in de wedstrijden tegen Joegoslavië, binnen tien minuten stonden de ooit "Magische Magyaren" in de thuiswedstrijd met 0-3 achter, de ruststand was 0-5 en in de slotfase gaven de Joegoslaven zomaar een doelpunt weg: 1-7. De return was uiteraard een formaliteit, maar opnieuw gaven de Joegoslaven gas: 5-0. Grote man was Real Madrid-ster Predrag Mijatović. Hij scoorde in totaliteit zeven keer, drie in de uitwedstrijd, vier keer in de thuiswedstrijd.
Joegoslavië gekwalificeerd voor het hoofdtoernooi.
|                             |          |       |           |                                                                                 |
| 29 oktober 1997 19:30 (UTC) | Ierland  | 1 – 1 | België    | Lansdowne Road, Dublin Toeschouwers: 32,305 Scheidsrechter: László Vagner (HUN) |
| 29 oktober 1997 19:30 (UTC) | Irwin 7' |       | Nilis 29' | Lansdowne Road, Dublin Toeschouwers: 32,305 Scheidsrechter: László Vagner (HUN) |

|                                |                        |                    |              |                                                                                          |
| 15 november 1997 20:00 (UTC+1) | België                 | 2 – 1 (3 – 2 agg.) | Ierland      | Koning Boudewijnstadion, Brussel Toeschouwers: 35.320 Scheidsrechter: Günter Benkö (AUT) |
| 15 november 1997 20:00 (UTC+1) | Oliveira 25' Nilis 70' |                    | Houghton 58' | Koning Boudewijnstadion, Brussel Toeschouwers: 35.320 Scheidsrechter: Günter Benkö (AUT) |

Het oude Ierland, dat onder de vorige coach Jack Charlton zoveel furore maakte probeerde alles nog uit de kast te halen om het WK te halen. Met hun inzet wisten ze het kwalitatief sterkere België knap lastig te maken. Het was uiteindelijk Luc Nillis, die vooral bij zijn club PSV Eindhoven schitterde en zelden bij het nationale team, die het verschil maakte: hij scoorde de gelijkmaker in Dublin en de winnende treffer in Brussel.
België gekwalificeerd voor het hoofdtoernooi.